# アウステルリッツの戦い
アウステルリッツの戦い（アウステルリッツのたたかい、仏: Bataille d'Austerlitz、独: Schlacht von Austerlitz、露: Битва под Аустерлицем）は、1805年12月2日（露暦11月20日、フランス革命暦フリメール11日）にオーストリア領（現チェコ領）モラヴィアのブルノ近郊の町アウステルリッツ（現在のスラフコフ・ウ・ブルナ）郊外で、ナポレオン・ボナパルト率いるフランス軍（大陸軍）が、ロシア・オーストリア連合軍を破った戦いである。
フランス皇帝ナポレオン1世、オーストリア皇帝フランツ1世（神聖ローマ皇帝フランツ2世）、ロシア皇帝アレクサンドル1世の3人の皇帝が参加したことから三帝会戦（さんていかいせん、仏: bataille des Trois Empereurs、独: Dreikaiserschlacht、露: битва трёх императоров）とも呼ばれる。なお、実際にはフランツ2世は戦場から離れた場所にいた。
1805年、オーストリアはロシア、イギリスなどと第三次対仏大同盟を結成し、バイエルンへ侵攻した。ナポレオン率いるフランス軍はウルムの戦いでオーストリア軍部隊を降伏させ、11月13日にウィーンへ入城した。フランツ1世はモラヴィアへ後退し、アレクサンドル1世とクトゥーゾフの率いるロシア軍と合流した。
ナポレオンもドナウ川を渡ってモラヴィアへ進出し、アウステルリッツ西方へ布陣した。そのころ、いまだイタリア方面にはカール大公のオーストリア軍部隊がほぼ無傷で残っており、これらの部隊が集結する前にロシア・オーストリア連合軍主力を叩く必要があった。そこでナポレオンは、敵の攻撃を誘うため、罠を仕掛けた。
ナポレオンの戴冠式から1周年の記念日にあたる1805年12月2日午前8時、ロシア・オーストリア連合軍約85,000はアウステルリッツ西方のプラツェン高地へ進出し、優勢な兵力をもってフランス軍への攻撃を開始した。
フランス軍は73,000と劣勢であった。またその布陣は、後方との連絡線確保のうえで重要な右翼（南側）が手薄であった。アレクサンドル1世はこれを好機とみて、主力をプラツェン高地からフランス軍右翼へと向かわせた。フランス軍右翼を守るダヴーの第3軍団は攻撃に耐え切れずに押し下げられたかに見え、さらに多くの連合軍部隊がフランス軍の陣前を横切ってフランス軍右翼へ殺到した。
だが、ナポレオンは、手薄になった連合軍の中央部にニコラ＝ジャン・ド・デュ・スールトの第4軍団を突入させた。中央を守っていたクトゥーゾフはロシア近衛軍団を投入し、フランス軍と激戦を繰り広げたが、ベルナドットの第1軍団の援護とナポレオンによる近衛隊の投入によってプラツェン高地の連合軍は突破された。中央突破に成功したスルト軍団は、ダヴー軍団と協力して、フランス軍右翼へ殺到していた連合軍部隊を挟撃した。夕刻までに、連合軍は15,000人の死傷者と多数の捕虜を出し、散り散りになって敗走した。
12月26日、オーストリアはプレスブルクの和約を締結してフランスへ屈服し、第三次対仏大同盟は崩壊した。フランツ2世は神聖ローマ皇帝位から退位。神聖ローマ帝国は解体され、ドイツにはライン同盟が成立した。
アウステルリッツの戦いとそれまでの戦役はヨーロッパ政治の性格を大きく変えた。3ヶ月間でフランス軍はウィーンを占領し、2カ国の軍隊を打ち破り、オーストリア帝国を屈服させた。アウステルリッツの戦いは10年近くに及ぶフランスによるヨーロッパの覇権を容易にしたが、より直接的な影響は翌1806年の対プロイセン戦役である。

## 背景
1792年に勃発したフランス革命戦争以降、ヨーロッパは騒乱状態にあった。戦争5年目の1797年にフランス共和国は第一次対仏大同盟を屈服させた。1798年に第二次対仏大同盟が結成されたが、1801年までにこの同盟も敗退し、イギリスのみが新たに成立したフランス統領政府の敵として残された。1802年にフランスとイギリスはアミアンの和約を結んだ。
この10年間で初めて全てのヨーロッパ諸国に平和がもたらされたが、両陣営には依然として多くの問題が残されており、和約の実施は困難だった。イギリス政府は1793年以降の植民地征服のほとんどを無効にされたことに憤っていた。一方、ナポレオンはイギリス軍がマルタから撤収しないことに腹を立てていた。この緊張状態はナポレオンがハイチ革命を鎮圧すべく派兵したことで更に悪化する。1803年、イギリスはフランスに対して宣戦布告した。
1804年12月に締結されたイギリス＝スウェーデン協定が第三次対仏大同盟の端緒となった。イギリス首相ウィリアム・ピットは1804年から1805年にかけて新たな対仏同盟を結成すべく活発な外交を展開し、1805年4月にロシアとの同盟を成立させた。二度に渡りフランスに敗北を喫し、復仇を望んでいたオーストリアも8月9日に同盟に加わった。

## 両軍

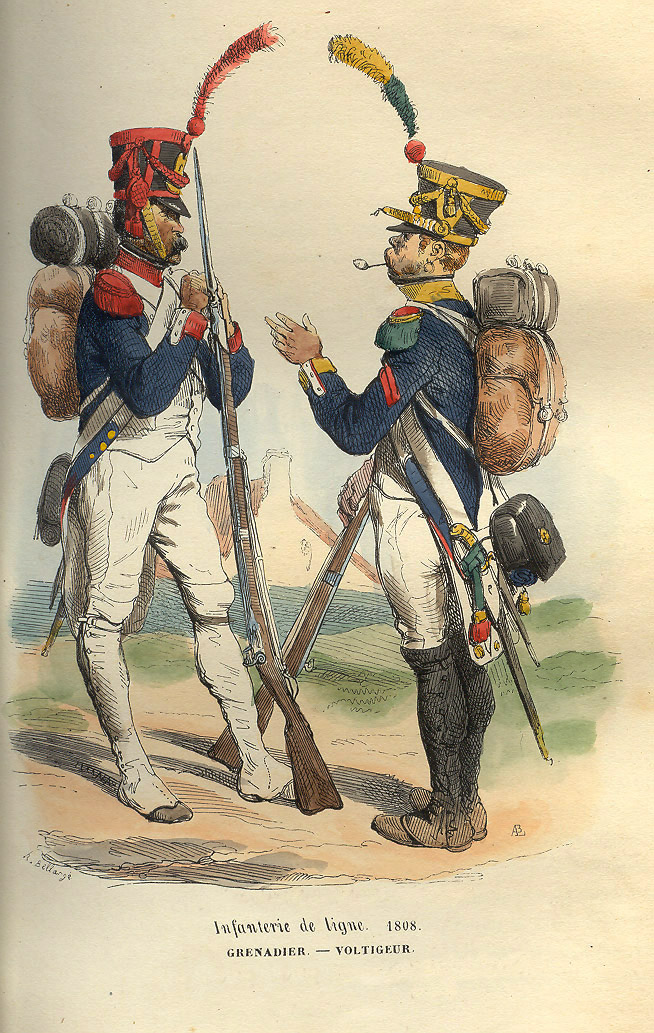
大陸軍の擲弾兵（左）と選抜歩兵（右）

### 大陸軍（フランス軍）
ナポレオンは第三次対仏大同盟が結成されるよりも前にイギリス侵攻軍を編成し、北フランスのブローニュに6箇所の野営地をつくっていた。ナポレオンはこの軍隊でイギリスを撃破することを考えており、彼はイギリス征服を記念するメダルを製作させるほど成功を確信していた。ナポレオンの兵隊がイギリスの土を踏むことはなかったが、彼らはあらゆる作戦に対応できるよう、入念かつ重要な訓練を受けていた。兵士の間ではしばしば倦怠気分が引き起こされたが、ナポレオンは頻繁に彼らの元を訪問し、士気を高めるための軍事パレードを催している。
このブローニュの兵士たちが後に大陸軍（La Grande Armée）と呼ばれる軍隊の中核となった。当初、このフランス軍は7個軍団から成る約20万人で、各軍団は36から40門の大砲を有し、他の軍団が来援するまで単独で戦う能力を有していた。1個軍団は（もしも適切な防御拠点に配置されていたなら）支援なしで丸1日戦い続けることができ、このことは全ての戦役において大陸軍に計り知れない戦術的選択肢を与えることになる。これらの軍隊に加えて、ナポレオンは22,000人の予備騎兵部隊を創設しており、これは2個胸甲騎兵師団、4個乗馬竜騎兵師団、1個下馬竜騎兵師団、1個軽騎兵師団から成り、各々が砲24門を装備していた。1805年時点で、大陸軍は35万人に拡大しており、装備状況は良好で、よく訓練されており、優れた指揮官に率いられていた。

### ロシア軍
1805年時点のロシア軍は旧体制組織（Ancien Régime）の性格を色濃く残しており、連隊より上には恒常的な編制はなく、上級将校は主に貴族階層から採用されており、任官は能力によるものではなく売官によるものであった。ロシア人兵士は訓練が不足しており、そして（18世紀の基準でも）頻繁に鞭打たれ、「修練を注入するために」手荒く扱われていた。加えて、将校の多くは能力不足であり、戦闘に必要な複雑な機動を兵士たちに実行させることは難しかった。しかしながら、ロシア軍は優秀な砲兵部隊を有しており、砲兵たちは大砲が敵の手に落ちぬよう常に勇敢に戦った。
ロシア軍の兵站は現地調達と同盟軍のオーストリアに依るところが大きく、ロシア軍の補給の7割はオーストリアが提供していた。ロシア軍は確固とした兵站組織を欠き、その上に補給線が伸びきった状態であり、兵士たちは士気と健康を維持することが難しかった。

### オーストリア軍
カール大公（オーストリア皇帝の弟）は1801年に軍制改革に着手し、宮廷戦争会議（Hofkriegsrat：オーストリア軍の意思決定を行う政治軍事会議）から実権を奪った。カール大公はオーストリア軍では最優秀の指揮官であったが、宮廷内では人気がなく、彼の意見に反して対仏開戦が決定された際には影響力を失っていた。代わってカール・マック中将が新たな総司令官となった。戦争の直前に彼は連隊の編制をこれまでの6個中隊から成る大隊が3個から、4個中隊から成る大隊4個に改編させた。この突然の改編に対応する士官の訓練は全く行われておらず、この結果、新編制の部隊は以前と同様の指揮統率をすることができなくなっていた。オーストリア騎兵はヨーロッパ最良と見なされていたが、騎兵部隊は多数の歩兵部隊に分遣されており、集中運用されたフランス騎兵に比してその有効性を減じていた。

## 1805年オーストリア戦役

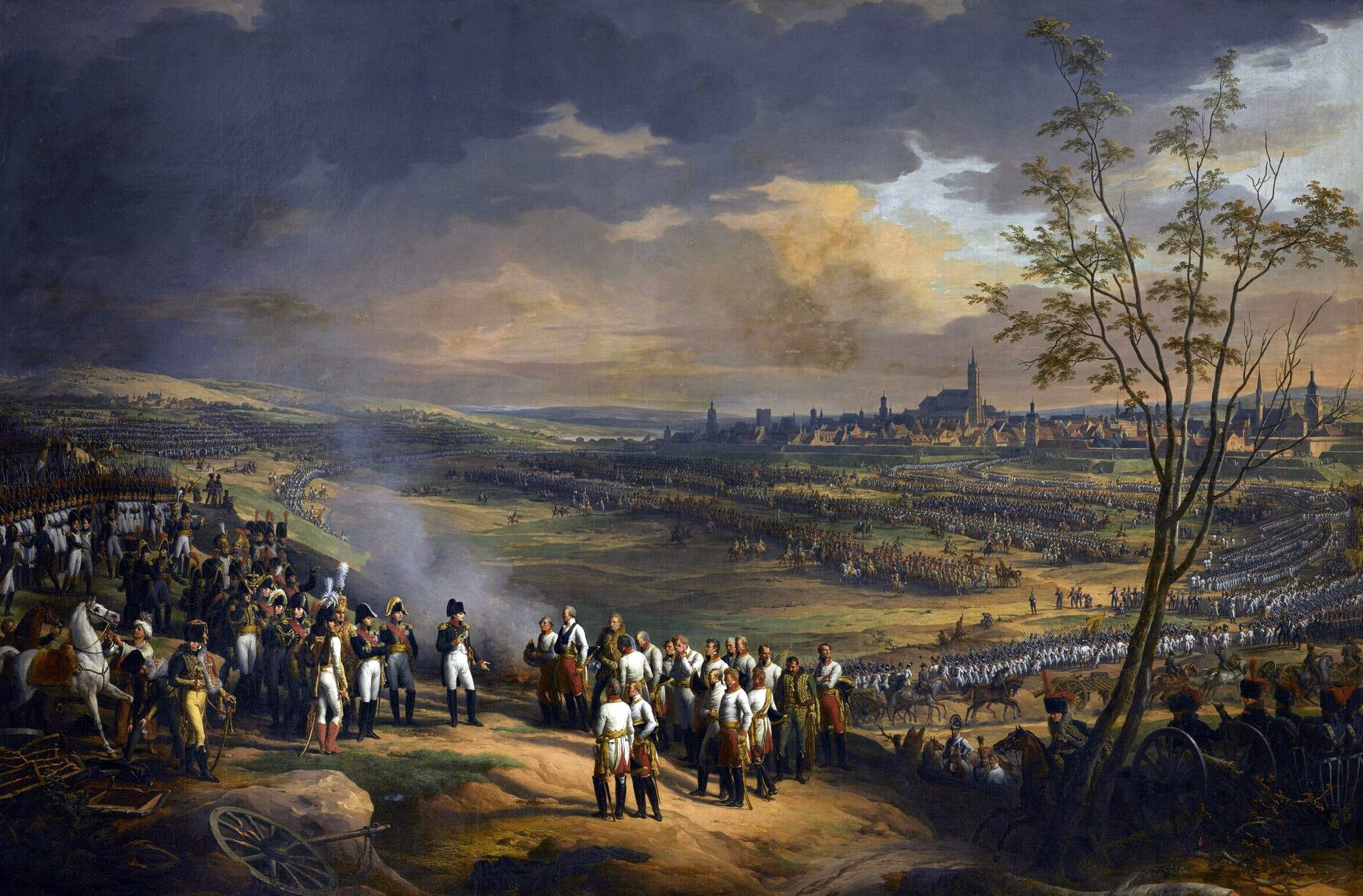
ナポレオンはウルムでマック中将のオーストリア軍の降伏を受け入れた。シャルル・テブナン(Charles Thévenin)画

1805年8月、ナポレオン（前年12月にフランス皇帝に即位）は新たに現れたオーストリアおよびロシアの脅威に対処すべく、軍の目標をイギリス海峡からライン川へ振りかえた。9月10日にオーストリア軍がフランスの同盟国であるバイエルンに侵攻した。これに対して、ナポレオンは元老院においてバイエルン救援を宣言する。
約20万のフランス軍が隠密かつ迅速な行軍で、ライン川を渡河した。マック中将はオーストリア軍の主力をシュワーベン（現在の南ドイツ）のウルム要塞に集結させていた。ナポレオンは敵を欺くため一旦北へ軍を向けさせ、その後、大陸軍各軍団は南へ旋回してダニューブ川への強行軍を敢行し、フランス軍をオーストリア軍の背後に回り込ませた。この強行軍の成功により、ウルムに篭城していたマックのオーストリア軍23,000は10月20日に降伏を余儀なくされた。ナポレオンは皇后ジョゼフィーヌに宛てた手紙で、ここまでの戦役でオーストリア兵6万を捕虜にしたと述べている。
この大勝利は、翌日に発生したトラファルガーの海戦での大敗によって水を差されたが、陸上での勝利は続き、11月にはフランス軍はウィーンを占領してマスケット銃10万丁、大砲500門を鹵獲し、更にドナウ川に架かる橋を無傷で手に入れた。
一方、ロシア軍の到着は遅れ、オーストリア軍救援に失敗した。このためロシア軍は北東へ退却して増援を待ち、その上でオーストリア軍の残存兵力と合流することにした 。ロシア皇帝アレクサンドル1世はミハイル・クトゥーゾフ大将をロシア＝オーストリア連合軍の総司令官に任命した。1805年9月9日にクトゥーゾフは情報収集のため戦場へと赴いた。彼はオーストリア皇帝や廷臣たちと作戦計画や補給関連の協議を持った。クトゥーゾフの圧力により、オーストリアは軍需品や武器を適時かつ十分に提供することに同意させられた。また、彼はオーストリア軍の防衛計画の欠陥を指摘して「非常に教条主義的である」と評した。更に彼は、最近までナポレオンに統治されていた土地の併合にも住民の信頼を失う危険があるとして反対していた。しかしながら、クトゥーゾフの提案の多くは拒否されてしまう。

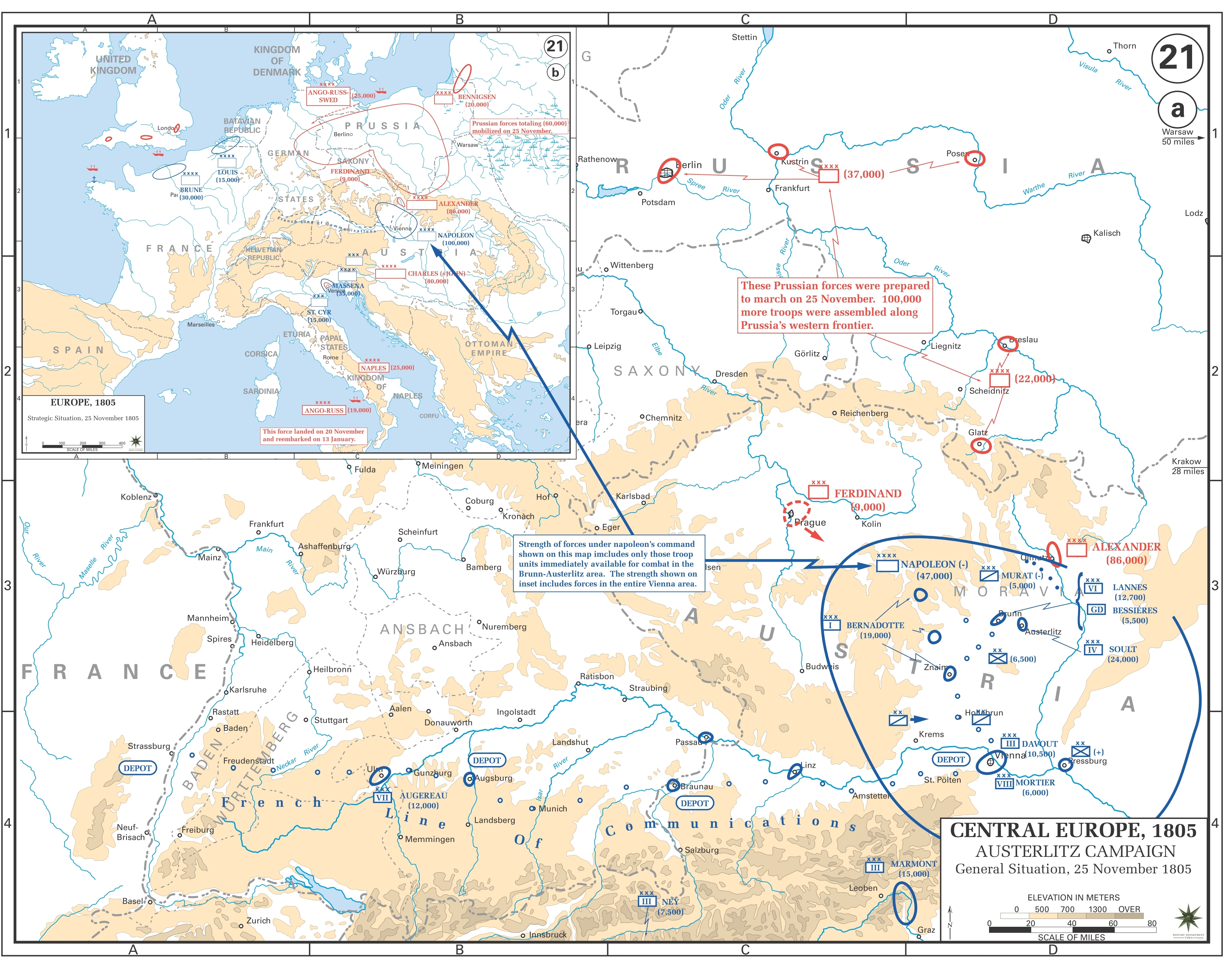
1805年 オーストリア戦役関係地図

フランス軍は追撃したが、直ぐに自らが困難な状況にあることに気づいた。プロイセンの意図は不明確ではあるが、恐らくは敵対的であり、ロシア軍とオーストリア軍は既に合流しており、そして、イタリアを守っていたカール大公・ヨハン大公のオーストリア軍9万が未だ健在であり皇帝を救援すべく北上していた。これに加えてフランス軍の後方連絡線は極端に長くなっており、これを維持するために多数の守備兵を必要とした。ナポレオンはウルムでの勝利を確固たるものとする唯一の手段は連合軍に決戦を強いて撃破することであると確信していた。
一方のロシア軍では、総司令官クトゥーゾフは「自殺的な」オーストリア軍の防御計画に固執することなく、退却を決意していた。彼はピョートル・バグラチオン中将に兵600を率いてウィーンのフランス軍を牽制するよう命じ、フランス軍のミュラ元帥と停戦交渉をして撤退の時間稼ぎをした。ナポレオンはすぐにミュラの失敗に気づき、彼に迅速な追撃を命じたが、この時には既に連合軍はオルミュッツにまで退却していた。 クトゥーゾフの計画では連合軍はカルパティア地方にまで退却することになっており、「ガリツィアで、私はフランス軍を葬る」と語っている。
だが、ナポレオンはこの事態を座視はしなかった。彼は連合軍を誘い出すために心理的な罠を仕掛けた。会戦前の数日間、ナポレオンは自軍が窮状にあり、交渉による和平を望んでいるとの印象を連合軍に与えた。スールト元帥、ランヌ元帥そしてミュラ元帥の部隊を含む約53,000人のフランス軍がアウステルリッツとオルミュッツを結ぶ街道に布陣しており、敵軍の注意を引いていた。連合軍の兵力は89,000人であり、数で圧倒しており、劣勢なフランス軍を攻撃する誘惑に駆られていた。だが、連合軍は気づいていなかったが、ベルナドット元帥、モルティエ元帥そしてダヴー元帥の部隊が来援可能な距離にまで到着しており、更に必要ならばウィーンやイフラヴァの駐留部隊を強行軍によって呼び寄せることも可能だった。これによってフランス軍の兵力は75,000になり、数的劣勢を補うことができる。
策略はこれに留まらなかった。11月25日、サヴァリ (en) 将軍をオルミュッツの連合軍本営へ派遣して連合軍の状況を秘密裏に調べさせるとともに、戦闘を避けたい旨のナポレオンの伝言を伝えさせた。想定通りにこの伝言はナポレオンの弱気と見なされた。27日にフランツ1世が休戦を申し出るとナポレオンはこの受け入れに非常に乗り気な態度を示した。同日、ナポレオンはスールトにアウステルリッツおよびプラッツェン高地からの撤退と、退却に際して混乱している様子をつくり出すよう命じた。これによって連合軍はこの高地を占拠することになる。翌28日、ナポレオンはアレクサンドル1世との会見を申し出て、ロシア皇帝の側近であるドルゴロウキー伯爵の訪問を受け入れた。伯爵との会見は次の段階の策略だった。ナポレオンは敵に対して意図的に憂慮や焦燥の態度を見せ、ドルゴルーキーはこの様子をフランス軍の弱さの証拠としてロシア皇帝に報告した。
策略は成功した。ロシア皇帝の側近や、オーストリア軍参謀長フランツ・フォン・ワイロッテル (en) 少将を含む連合軍指揮官の多くが即時攻撃を支持し、アレクサンドル1世の意思を変えさせた。クトゥーゾフの意見は却下され、ここに連合軍はナポレオンの仕掛けた罠に嵌ることとなった。

## 作戦
会戦に際してナポレオンは兵73,000、砲139門を集めたが、この内ダヴー元帥の兵7,000は未だウィーンからの行軍途上にあった。連合軍の総兵力は約84,500、砲278門であり、この内の7割がロシア兵である。フランス軍は兵数では劣勢であった。
当初、ナポレオンは勝利への完全な自信はなかった。外務大臣タレーランへの手紙で、皇后ジョゼフィーヌを不安にさせたくないので、来たる会戦については誰にも言わないよう依頼している。歴史学者フレデリック・C・シュナイドはナポレオンの関心はジョゼフィーヌの平静ではなく、フランス軍が敗れた時に彼女にどう言い訳するかであったと述べている。

### 戦場
会戦はブリュン（ブルノ）から南西 9.7 kmの地点、アウステルリッツ（現在のチェコ共和国領スラフコフ・ウ・ブルナ）との間で行われた。戦場の北部は標高210mのザソトン丘陵と標高260mのズラン高地に占められており、これらの丘陵からオルミュッツ＝ブリュン街道を望むことができた。これらの丘陵の西側にはベロウィッツ村があり、間にボズニッツ川が流れ、南でゴルトバッハ川と合流しており、後者の川はコベルニッツ村、ソコルニッツ村そしてテルニッツ村にまたがって流れている。戦場の中央部はプラッツェン高地で標高11-12mのゆるやかな丘陵である。ナポレオンは元帥たちに繰り返しこう語っている。「諸君。この土地を念入りに調べておけ。ここが戦場となる。君達はここで戦うのだ。」

### 連合軍の作戦と布陣

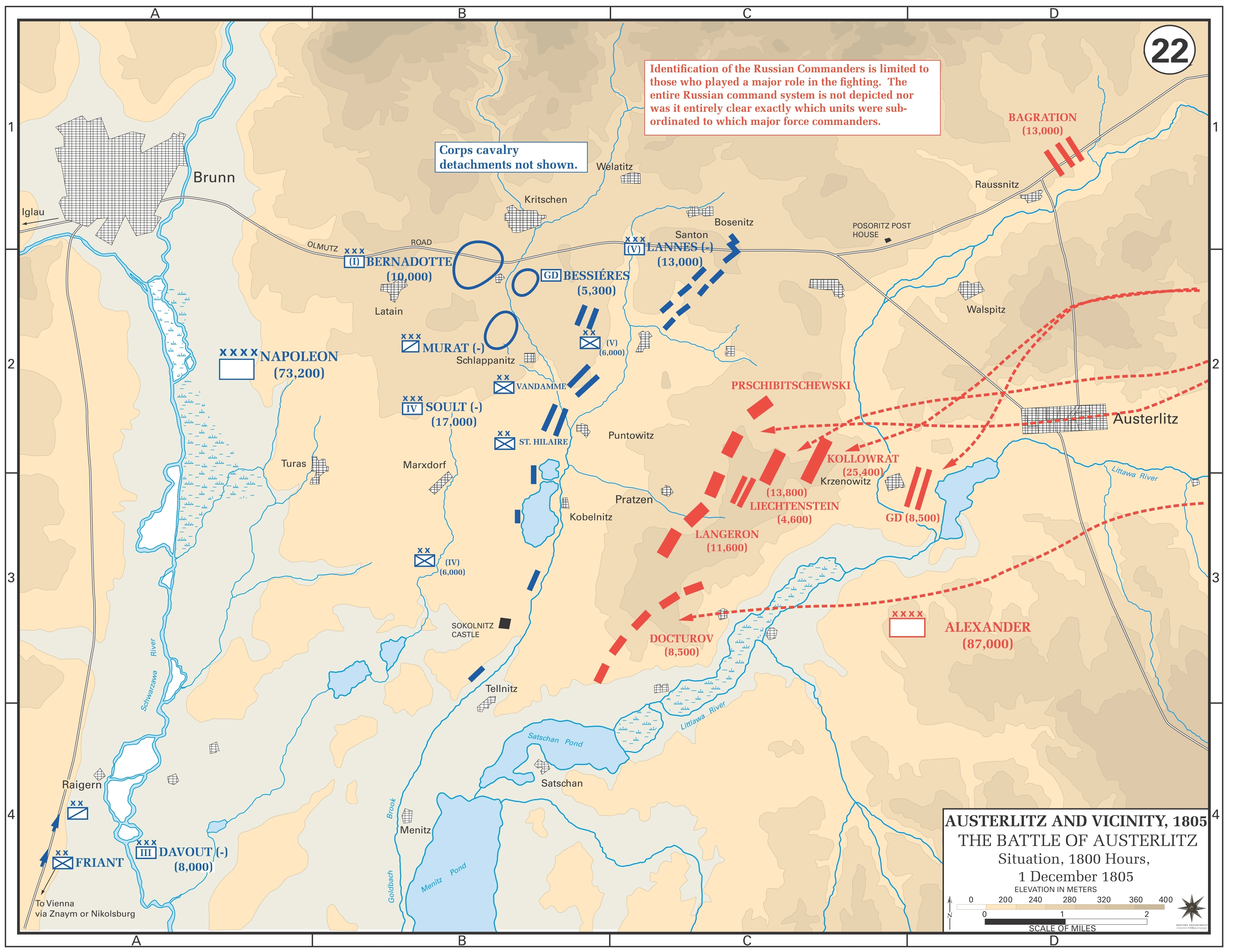
1805年12月1日時点の布陣。フランス軍（青）、連合軍（赤）

12月1日に開かれた連合軍の作戦会議では、連合軍指揮官の多くが会敵して南側面を制圧し、ウィーンとの連絡線を遮断する作戦を提案した。ロシア皇帝とその側近たちは攻撃を主張していたが、オーストリア皇帝はやや慎重であり、彼は連合軍総司令官であるクトゥーゾフの助言を受けていた。だが、ロシア貴族やオーストリア軍指揮官たちの攻撃論は強硬であり、最終的に連合軍はオーストリア軍参謀長ワイロッテルの作戦案を採用した。
この作戦案ではフランス軍右翼（南側）に対する攻撃を主攻とし、この意図を隠すために敵軍左翼（北側）に助攻を仕掛けることになっていた。連合軍は戦力の大部分を4つの縦隊に編成させており、クトゥーゾフとブクスホーデンが指揮する、これらの縦隊がフランス軍右翼を攻撃、コンスタンツ大公のロシア軍近衛軍は予備戦力とされ、バグラチオン中将が右翼（北側）を守ることになった。
その上、ロシア皇帝は総司令官の権限をクトゥーゾフから奪い、オーストリア軍のワイロッテル少将に委ねてしまった。会戦ではクトゥーゾフは連合軍第4縦隊を率いるのみとなったが、ロシア皇帝は自らが選んだ作戦が失敗した際の責任を恐れてクトゥーゾフを名目上の総司令官職に留めている。

### フランス軍の作戦と布陣
ナポレオンは連合軍からの攻撃を望んでおり、このため彼は意図的に右翼（南側）を弱体化させている。11月28日、本営でナポレオンと元帥たちとが会見した際に元帥たちは来たる戦いへの懸念を表明した。彼らは撤退さえ進言したが、ナポレオンは部下たちの不安に対して肩をすくめるだけだった。
フランス軍とウィーンとの連絡線を断つべく連合軍はフランス軍右翼に対して戦力を集中させるとナポレオンは予想していた。その結果、連合軍中央部の側面が曝され弱体化する。彼らにそうさせるべく、ナポレオンは緊要地形であるプラッツェン高地の放棄までし、自軍の弱体化を装い、更には彼自身の焦燥した様子を敵に見せた。その一方でナポレオンは主力部隊を高地から死角になる場所に隠させている。作戦計画では、フランス軍はプラッツェン高地を奪回し、この高地から連合軍主力に対して決定的な攻撃を仕掛けて混乱させ、背面から包囲することになっていた。
| 「          | もしも、ロシア軍が右翼へ向かうべくプラッツェン高地を離れたなら、彼らは確実に敗北するだろう。 | 」 |
| —ナポレオン |                                                                                              |    |

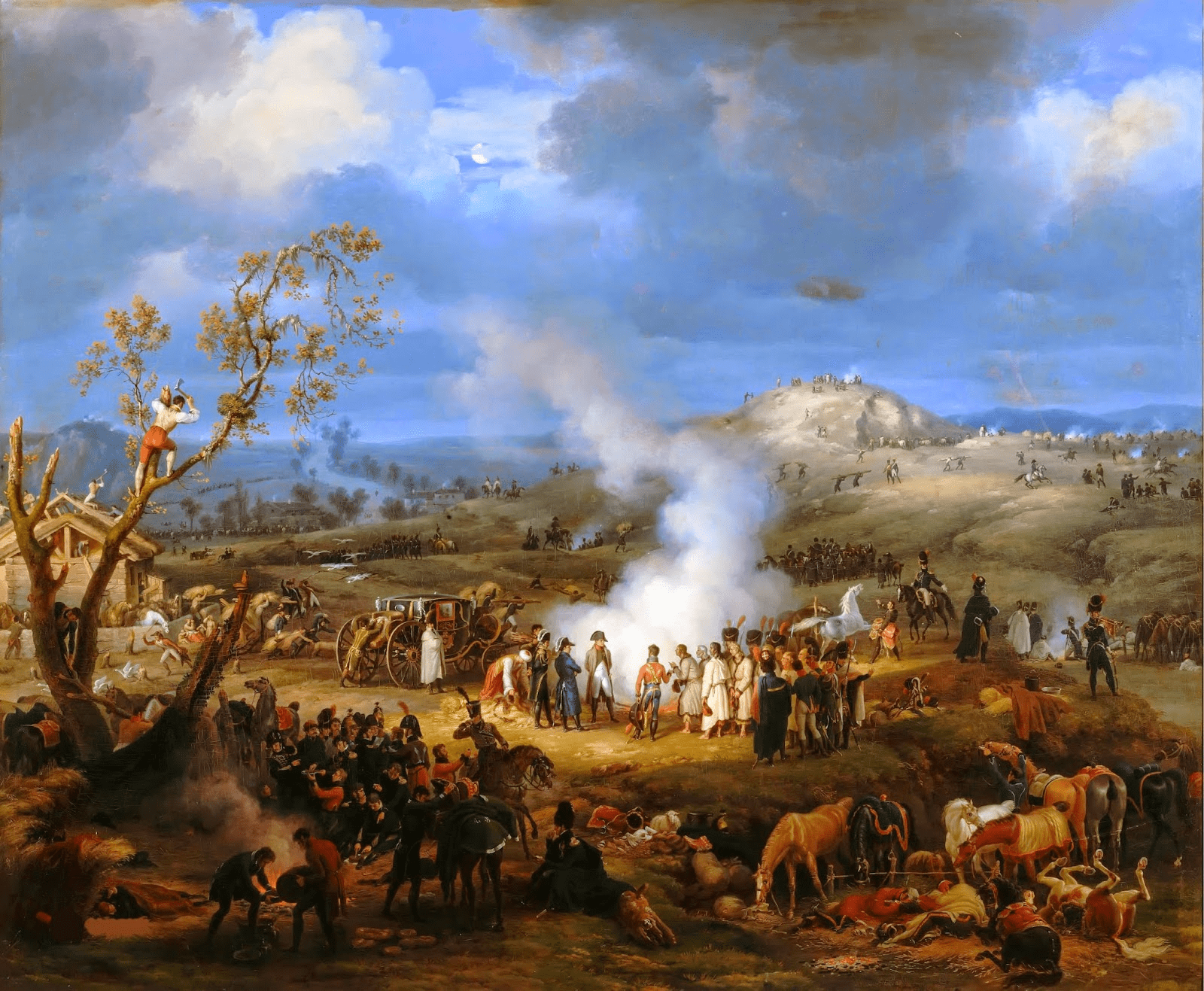
会戦前夜のナポレオンと兵士。
ルイ＝フランソワ画。

連合軍中央部に対する主攻勢はスールト元帥率いる第4軍団の兵16,000によって行われる。第4軍団の位置は深い霧に覆われており、この霧がいつまで続くかがナポレオンの作戦にとって極めて重要であった。霧が早く晴れればスールトの部隊が暴露されてしまう。だが、霧があまりに長く残れば、連合軍がプラッツェン高地から離れたか否か分からず、攻撃のタイミングを適切に判断できなくなる。
その一方で、弱い右翼（南側）を補強するために、ナポレオンはウィーンにいるダヴー元帥の第3軍団に強行軍を命じ、連合軍主力からの猛攻を耐えねばならないフランス軍南方面を守備するルグラン (en) 師団将軍の部隊との合流を図らせた。ダヴーの部隊は110kmを48時間行軍せねばならなかった。彼らの到着には作戦の成否がかかっていた。
実際、ナポレオンの布陣では右翼は非常に危険なほど過少な兵力が守備に着いているだけだった。しかしながら、ナポレオンがこの様に危険な策を採った理由は二つあり、一つは第3軍団司令官のダヴーは配下の中でも最良の元帥だったこと、もう一つは右翼は河川と湖沼が入り混じった複雑な地形だったことである。更に、フランス軍は既にブリュン方面への第二の退却路を新設していた。皇帝近衛隊 (en) とベルナドット元帥の第1軍団は予備兵力とされ、ランヌ元帥の第5軍団が新設された連絡線を守る戦場北方面の守備に充てられた。
1805年12月1日、連合軍がナポレオンの想定通りに南方へ移動し始めるに従い、フランス軍は配備位置に布陣した。
会戦前夜、ナポレオンが少数の護衛とともに前線の視察に出ると兵士たちが皇帝であると気づき、すぐに兵士たちは「皇帝万歳！」を叫び松明に火を灯して戴冠一周年を祝った。連合軍の司令官や兵士たちはこの様子を見て撤退の準備であると信じた。

### 戦闘序列
| 大陸軍 | ロシア＝オーストリア連合軍 |
| --- | --- |
| 総司令官： フランス皇帝ナポレオン1世 参謀長： ルイ＝アレクサンドル・ベルティエ元帥 総兵力：73,000人、砲139門 | 総司令官（名目上）： ロシア皇帝アレクサンドル1世（画像左） オーストリア皇帝フランツ1世（画像右） 実質的司令官: ミハイル・クトゥーゾフ大将（露） ヨーハン・フォン・リヒテンシュタイン中将（墺） 参謀長： フランツ・フォン・ワイロッテル少将(墺) 総兵力84,500人、砲278門 |
| - 皇帝近衛隊（ジャン＝バティスト・ベシェール元帥） 兵5,500、砲24門 - 第1軍団 （ジャン＝バティスト・ジュール・ベルナドット元帥） 兵13,000、砲24門。 - 前衛隊（第27軽歩兵連隊） - 第1師団（オリヴィエ・リヴォー・ド・ラ・ラフィニエール (en) 師団将軍） - 第2師団（ジャン=バティスト・ドルーエ師団将軍） - 第3軍団（ルイ＝ニコラ・ダヴー元帥） 兵4,300（騎兵830を含む）、砲12門。 - 第2師団（ルイ・フリアン (en) 師団将軍） - 第4竜騎兵師団（フランソワ・アントワーヌ・ルイ・ブルシェ (en) 師団将軍） - 第4軍団（ニコラ＝ジャン・ド・デュ・スールト元帥） 兵23,600、砲35門。 - 第1師団 （ルイ・ヴァンサン・ル・ブロン・ド・サンティレール (en) 師団将軍） - 第2師団 （ドミニク＝ジョーゼフ・レネ・ヴァンダム師団将軍） - 第3師団 （クロード・ジュストゥ・アレクサンドル・ルグラン (en) 師団将軍） - 軽騎兵師団（ピエール・マルガロン旅団将軍） - 第5軍団（ジャン・ランヌ元帥） 兵12,700、砲20門。 - 第1師団（マリー＝フランソワ・オーギュスト・ド・カファレリ (en) 師団将軍） - 第3師団（ルイ＝ガブリエル・スーシェ師団将軍） - 軽騎兵師団（アンヌ＝フランソワ＝シャルル・トレヤール (en) 旅団将軍） - 擲弾兵師団（ジェロー・クリストフ・ミシェル・デュロック (en) 師団将軍） 兵5,700。 - 騎兵予備（ジョアシャン・ミュラ元帥） 騎兵7,400、砲36門 - 第1重騎兵師団（エティエンヌ・マリー・アントワーヌ・チャンピオン・ド・ナンスティ (en) 師団将軍 ） - 第2重騎兵師団（ジャン＝ジョゼフ・アンジュ・オートポール (en) 師団将軍） - 第2竜騎兵師団（フレデリック・アンリ・ワルシャー (en) 師団将軍） - 第3竜騎兵師団（マルク・アントワーヌ・ド・ボーモン (en) 師団将軍） - 軽騎兵師団（フランソワ・エティエンヌ・ケレルマン師団将軍、第1軍団所属） - 軽騎兵旅団（エドアール・ジャン・パプディスト・ミヨー (en) 旅団将軍） | - ロシア近衛軍（コンスタンチン大公） 歩兵6,730、騎兵3,700、工兵100、砲40門。 - ロシア前衛隊（右翼軍）（ピョートル・バグラチオン中将） 歩兵9,200、騎兵4,500、砲42門。 - 左翼軍（フョードル・ブクスホーデン (en) 大将） - 前衛隊（ミヒャエル・フォン・キンマイヤー (en) 中将） 歩兵3,440、騎兵3,440、軽砲12門。 - 第1歩兵旅団（ゲオルグ・シモン・ド・カルヌヴィル少将） - 第1騎兵旅団（カール・ウィルヘルム・フォン・スタッターハイム (en) 少将） - 第2騎兵旅団（ヨハン・ネーポムク・フォン・ノスティッツ＝リーネック少将） - 第3騎兵旅団（モーリッツ・リヒテンシュタイン少将） - 第1縦隊（デミトリー・ドフトゥローフ (en) 中将） 歩兵13,240、騎兵250、軽砲14門、重砲24門。 - 第1歩兵旅団（ルートヴィヒ少将） - 第2歩兵旅団（ウルーソフ少将） - コサック連隊×1 - 第2縦隊（ルイ＝アレクサンドル・アンドロート・ド・ランジュロン (en) 中将） 歩兵11,250、騎兵300、軽砲30門。 - 第1歩兵旅団（オルソヴィエフ少将） - 第2歩兵旅団（セルゲイ・カメンスキー (en) 少将） - 竜騎兵連隊×1 - コサック連隊×1 - 第3縦隊（プリピチェフスキー中将） 歩兵7,700、砲兵30門。 - 第1歩兵旅団（ミュラ少将） - 第2歩兵旅団（セレイコフ少将） - 第4縦隊（ミハイル・ミロラドヴィチ中将およびヨハン・コロワルト (en) 中将） 歩兵23,900、軽砲52門、重砲24門。 - 前衛隊（歩兵連隊×2、竜騎兵連隊×1） - 第1歩兵旅団（Wodniansky少将） - 第2歩兵旅団（ハインリッヒ・フォン・ロテルムンド少将） - 第3歩兵旅団（フランツ・フォン・ユークゼック少将） - 第5（騎兵）縦隊（ヨーハン・フォン・リヒテンシュタイン中将） 騎兵5,375、軽砲24門。 - 第1騎兵旅団（ヨハン・カール・カラメッリ少将） - 第2騎兵旅団（ヨハン・ヴェーバー・フォン・トロイエンフェルス少将） - 第3騎兵旅団（グラトコフ少将） - 第4騎兵旅団（F. P. ウヴァーロフ中将、副将） |
| 参考文献 - Austrian generals by Digby Smith, compiled by Leopold Kudrna | |

大陸軍主要将帥
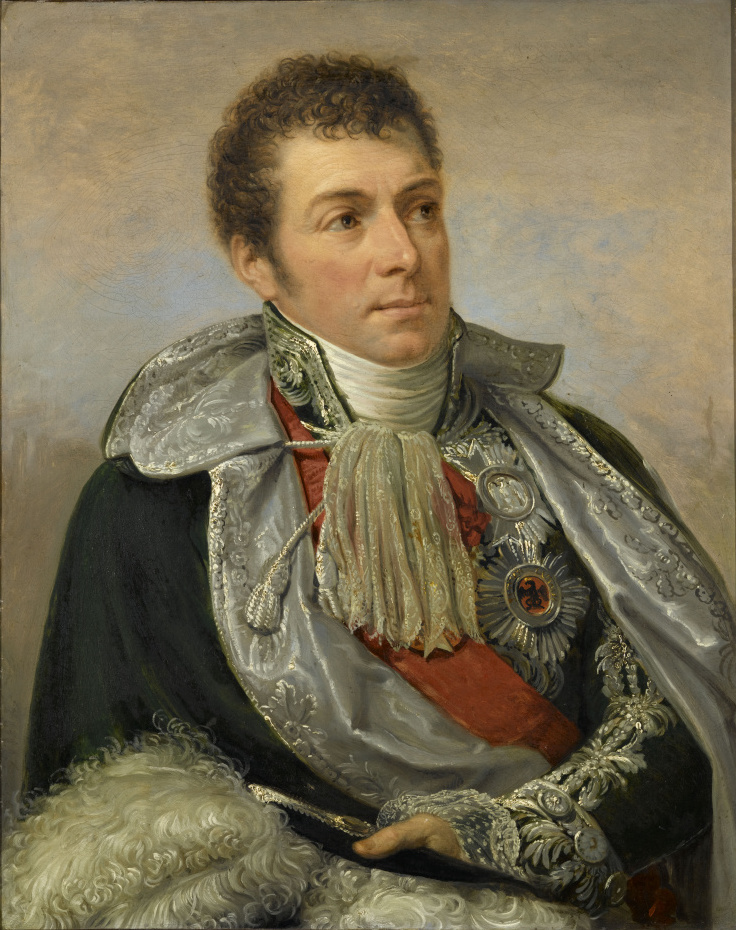
ベルティエ元帥 参謀長
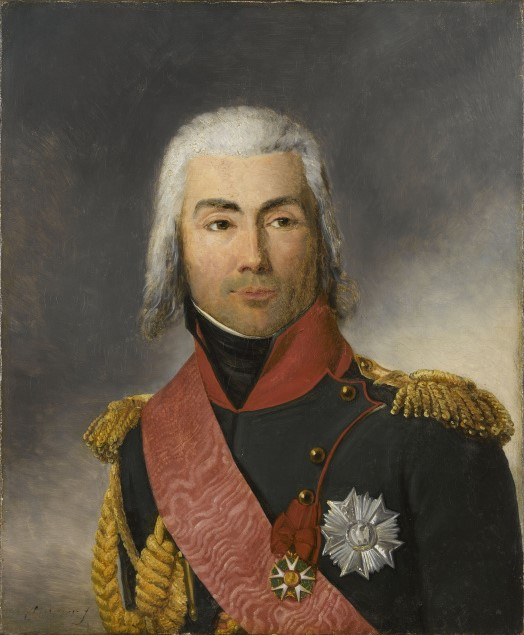
ベシェール元帥 皇帝近衛隊長
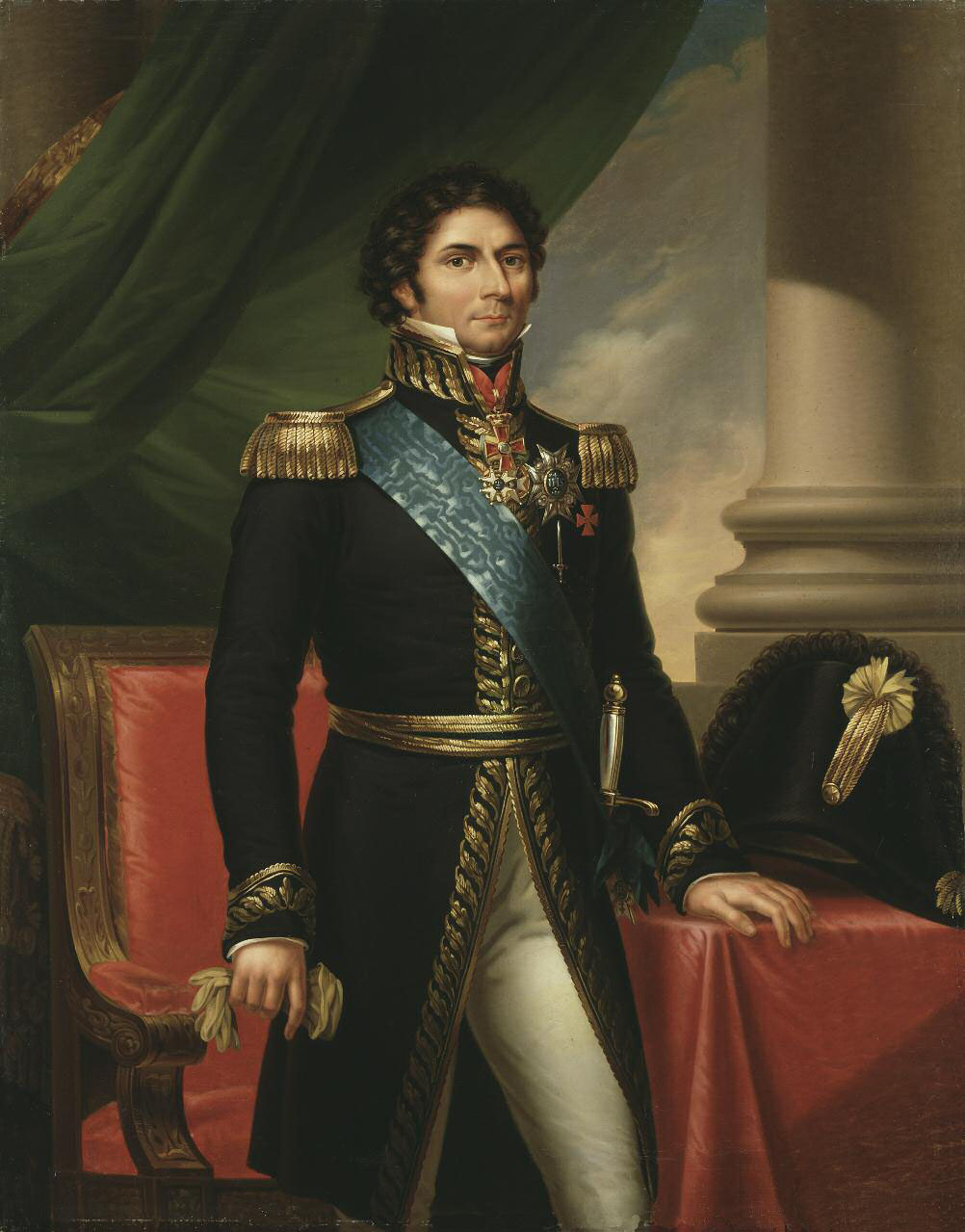
ベルナドット元帥 第1軍団長
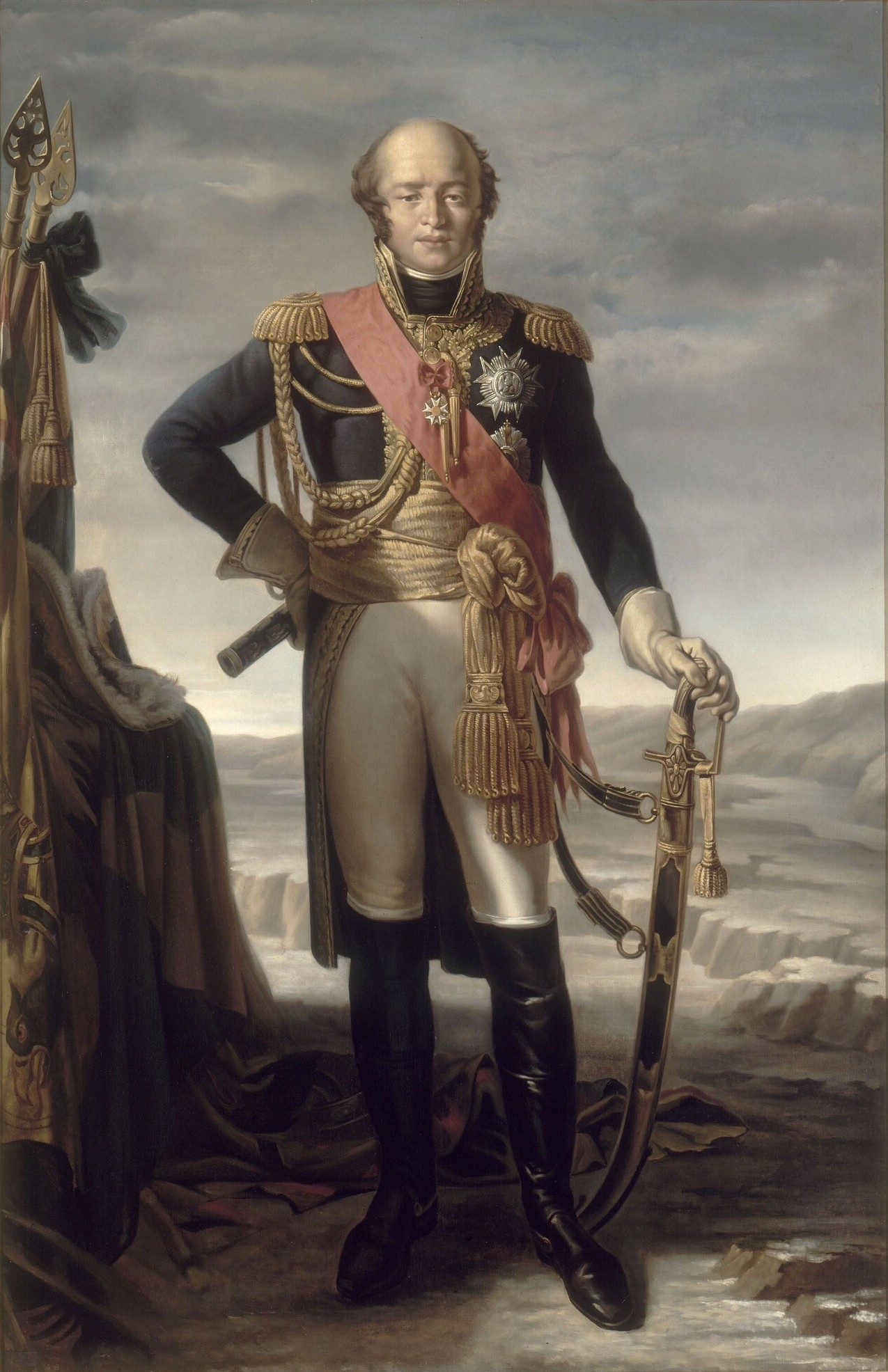
ダヴー元帥 第3軍団長
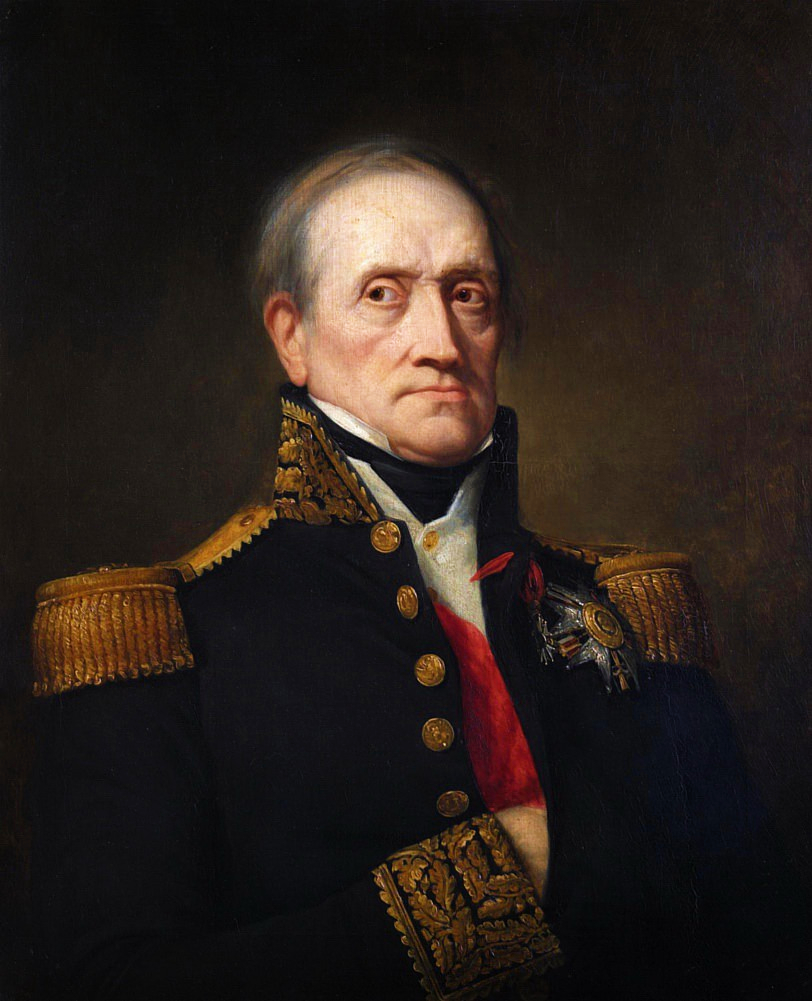
スールト元帥 第4軍団長
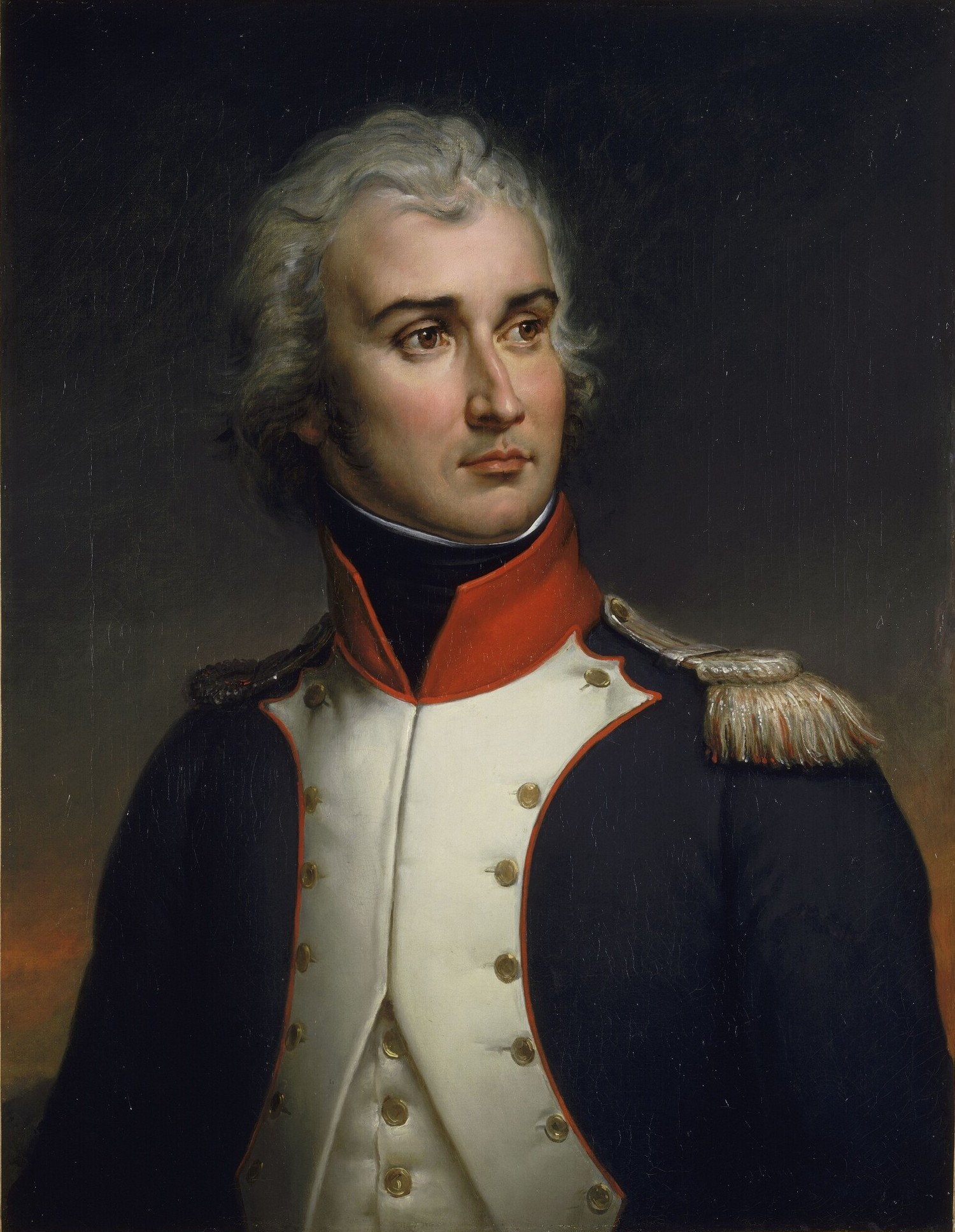
ランヌ元帥 第5軍団長
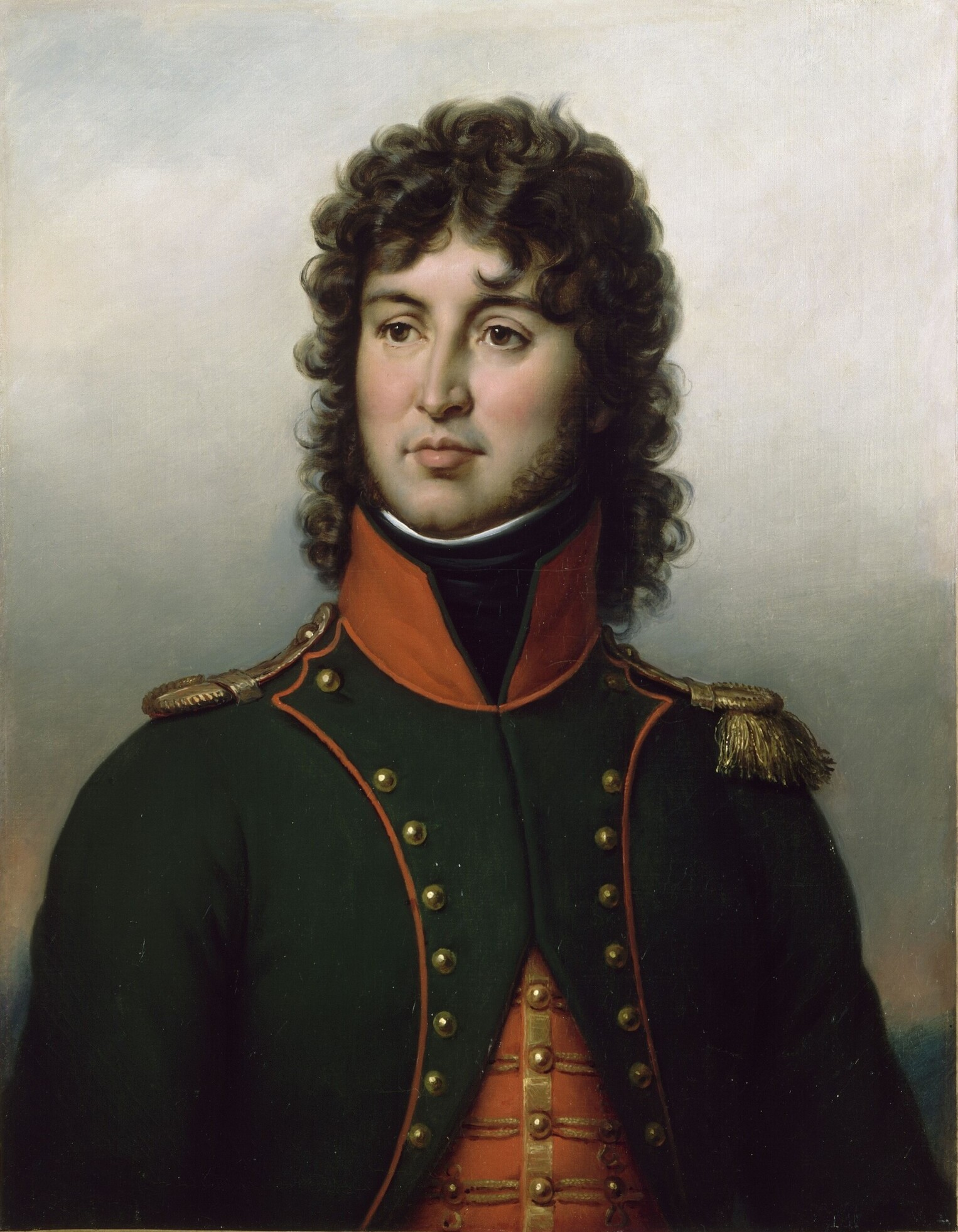
ミュラ元帥 騎兵予備司令

ロシア＝オーストリア連合軍主要将帥
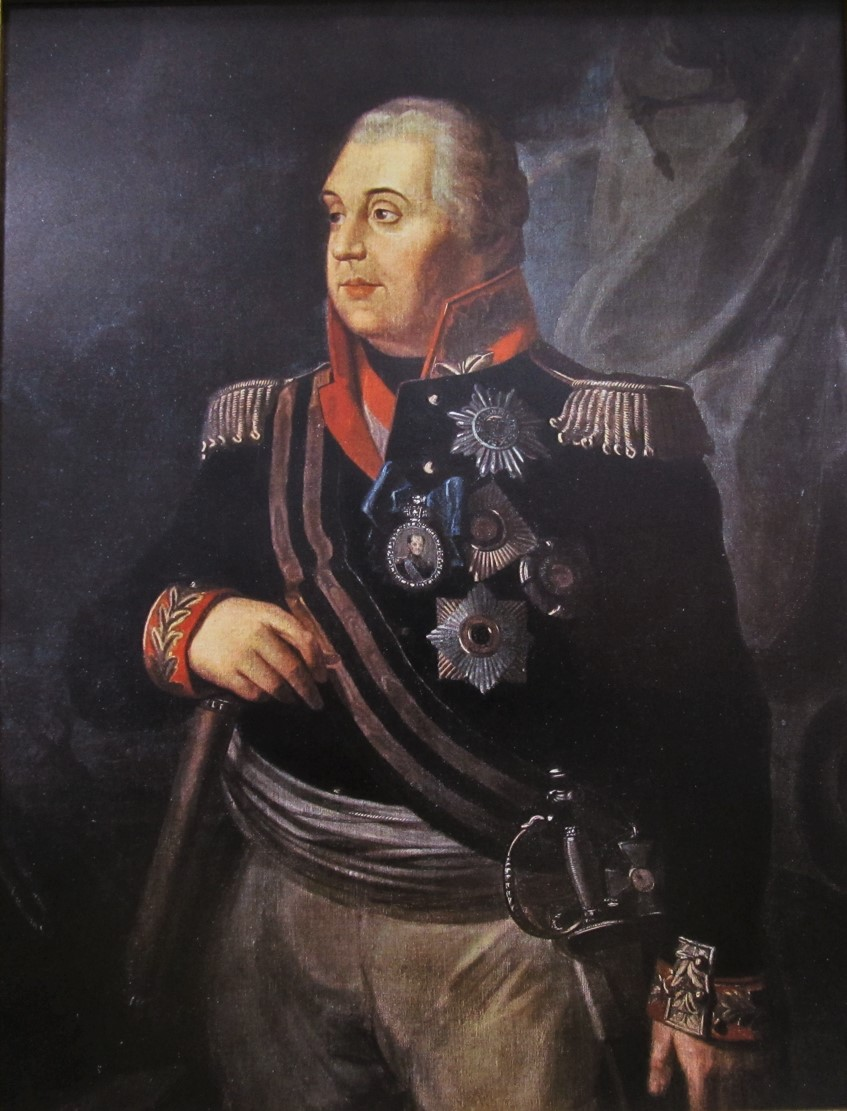
ミハイル・クトゥーゾフ大将（露）
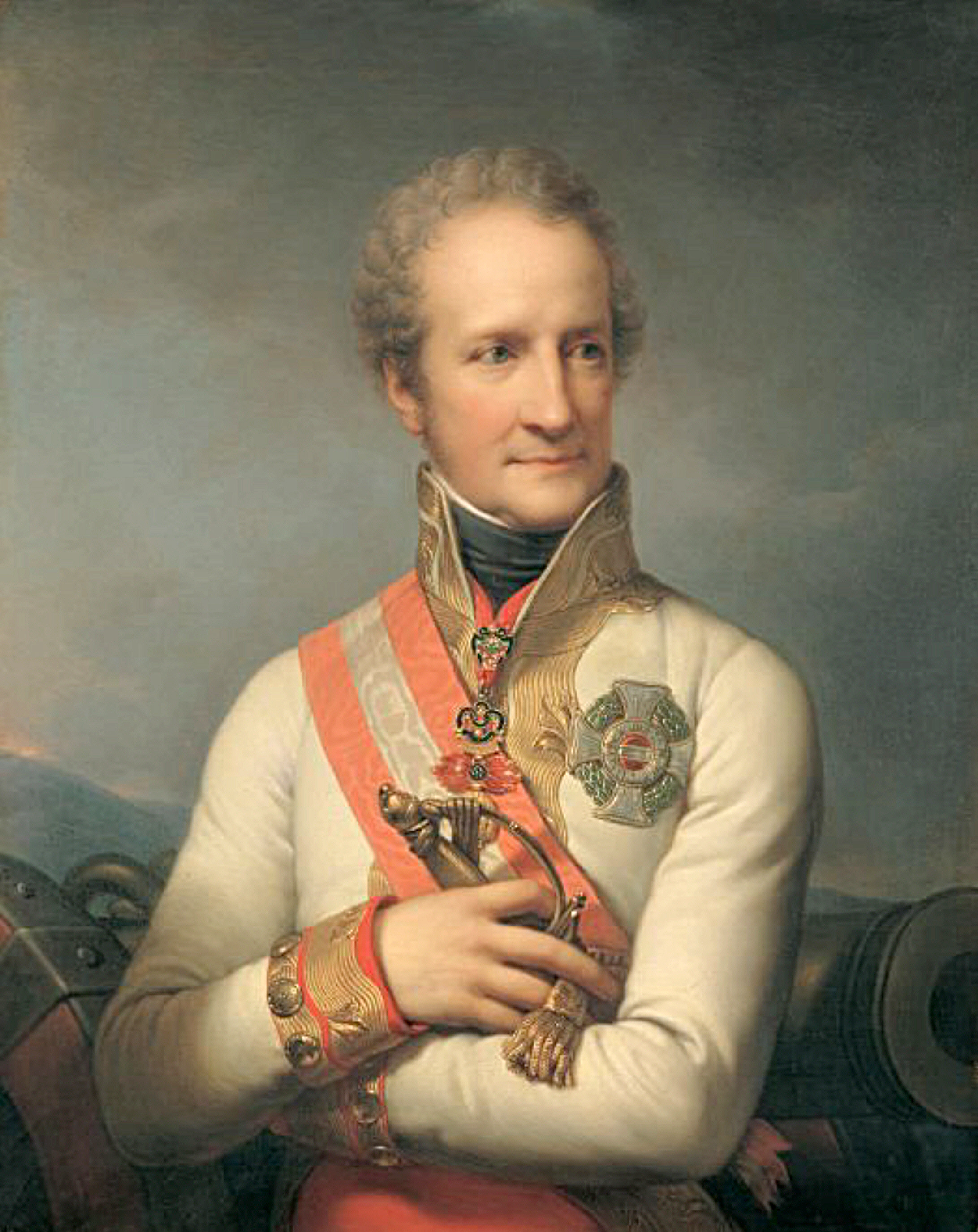
ヨーハン・フォン・リヒテンシュタイン中将（墺）
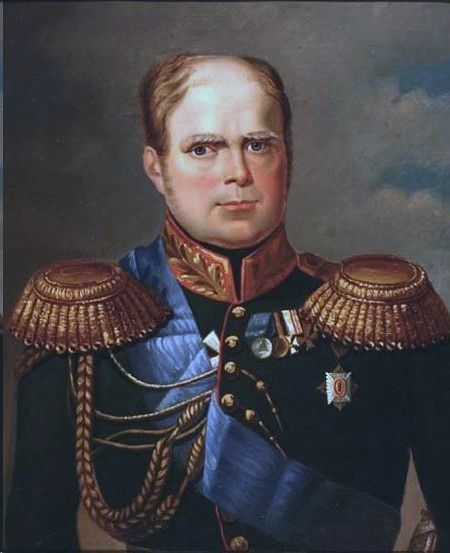
コンスタンチン大公（露） ロシア近衛軍司令
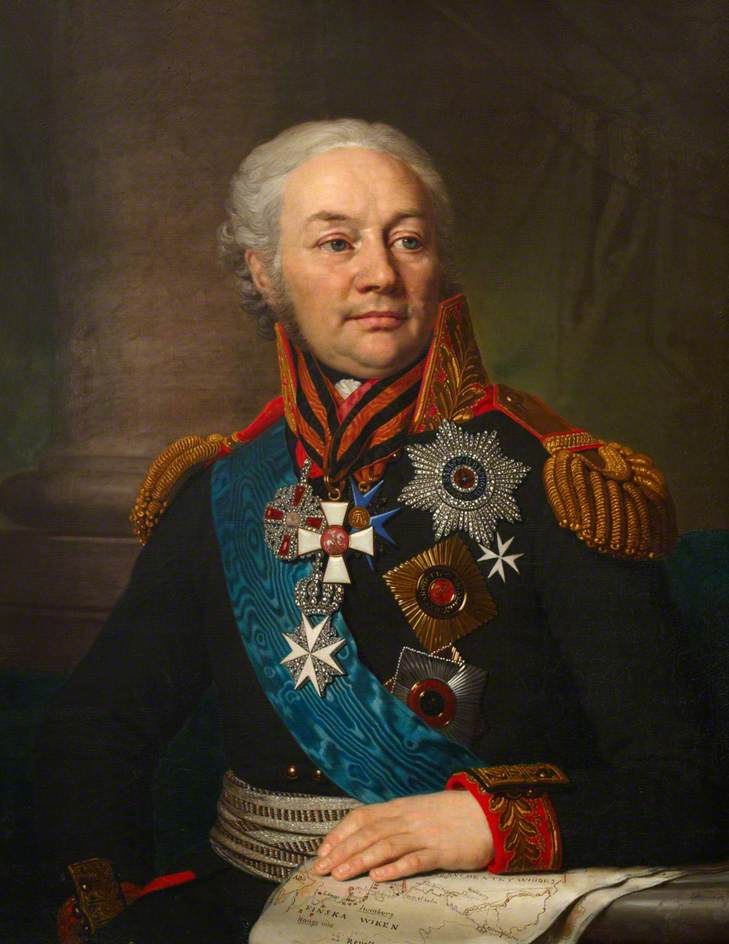
ブクスホーデン大将（露） 左翼軍司令
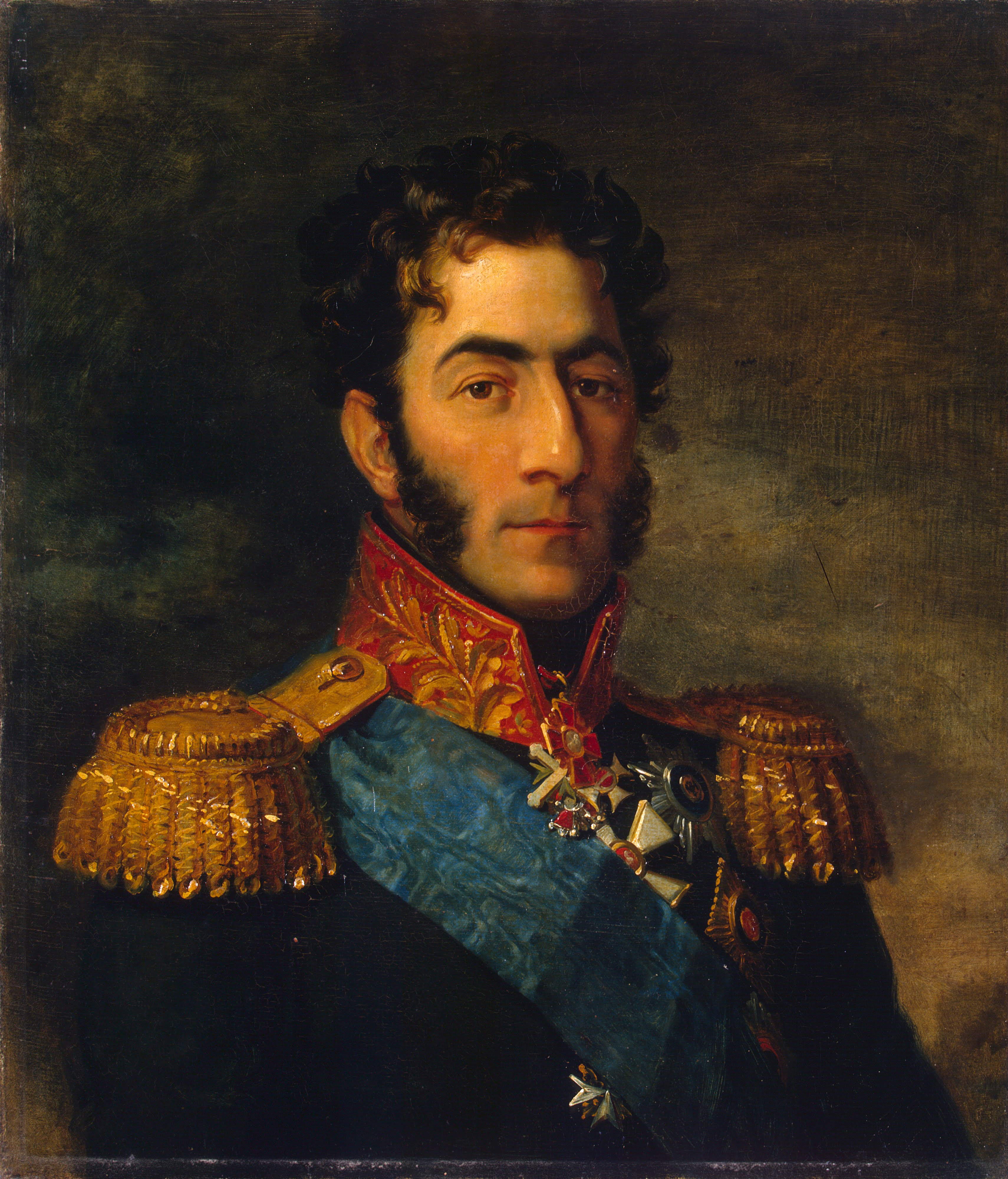
バグラチオン中将（露） ロシア前衛隊（右翼軍）司令
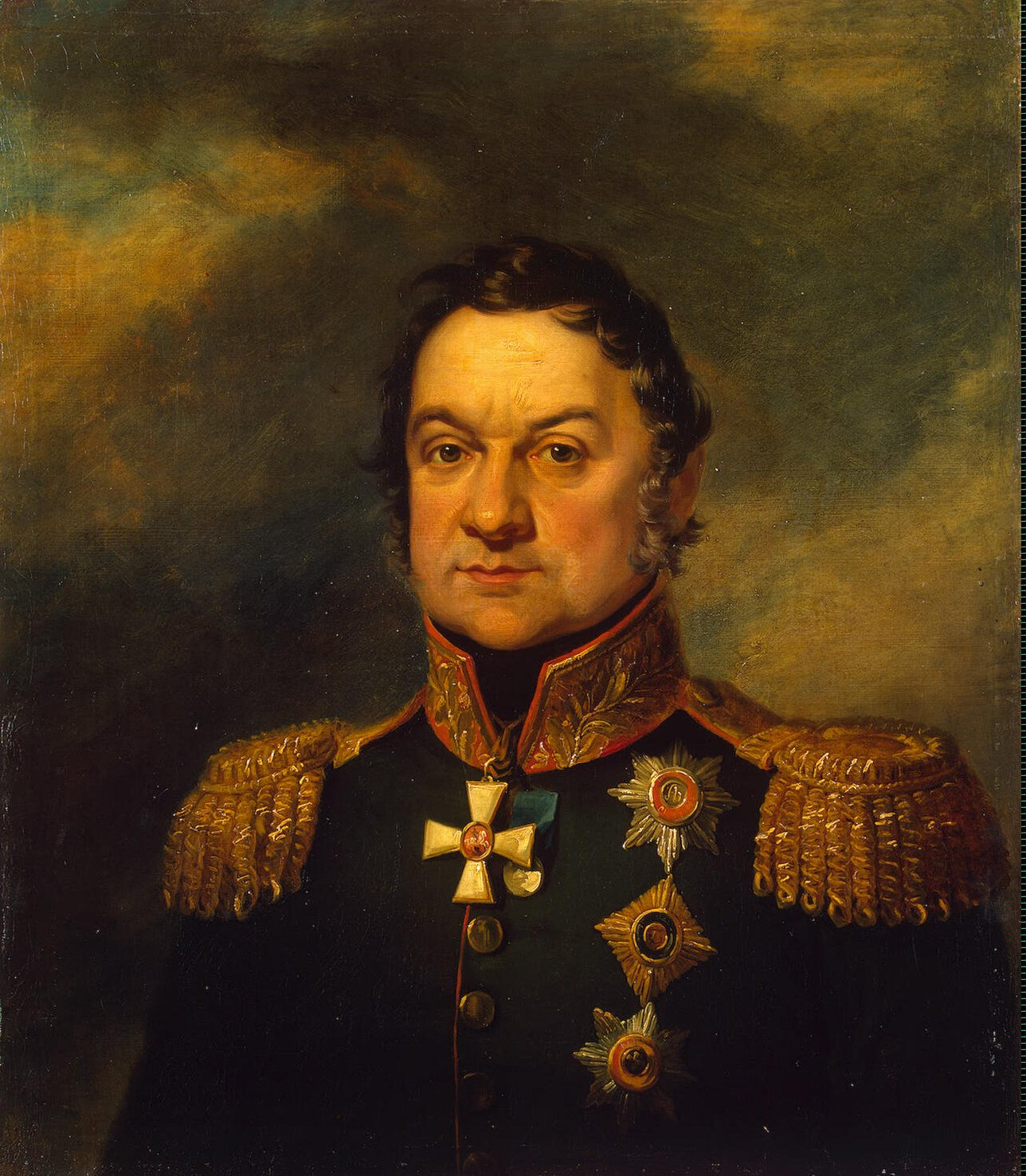
ドフトゥローフ中将（露） 第1縦隊司令
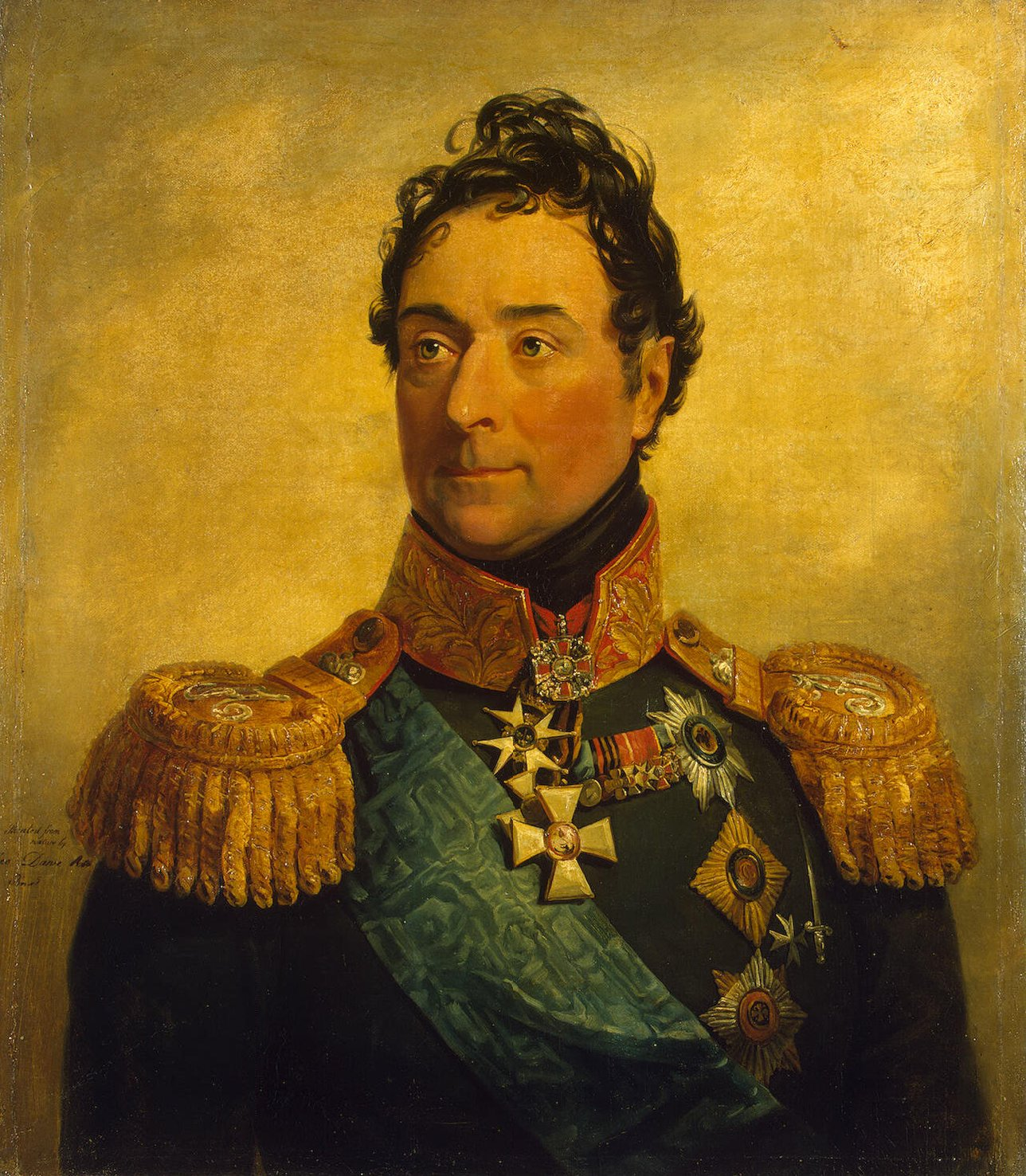
ランジュロン中将（露） 第2縦隊司令
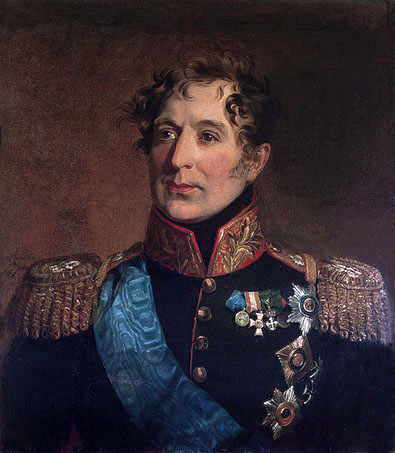
ミロラドヴィチ中将（露） 第4縦隊司令
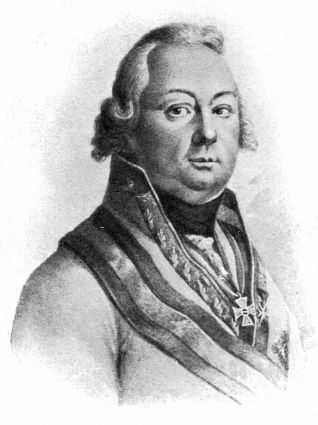
コロワルト中将（墺） 第4縦隊司令

## 会戦

### 緒戦

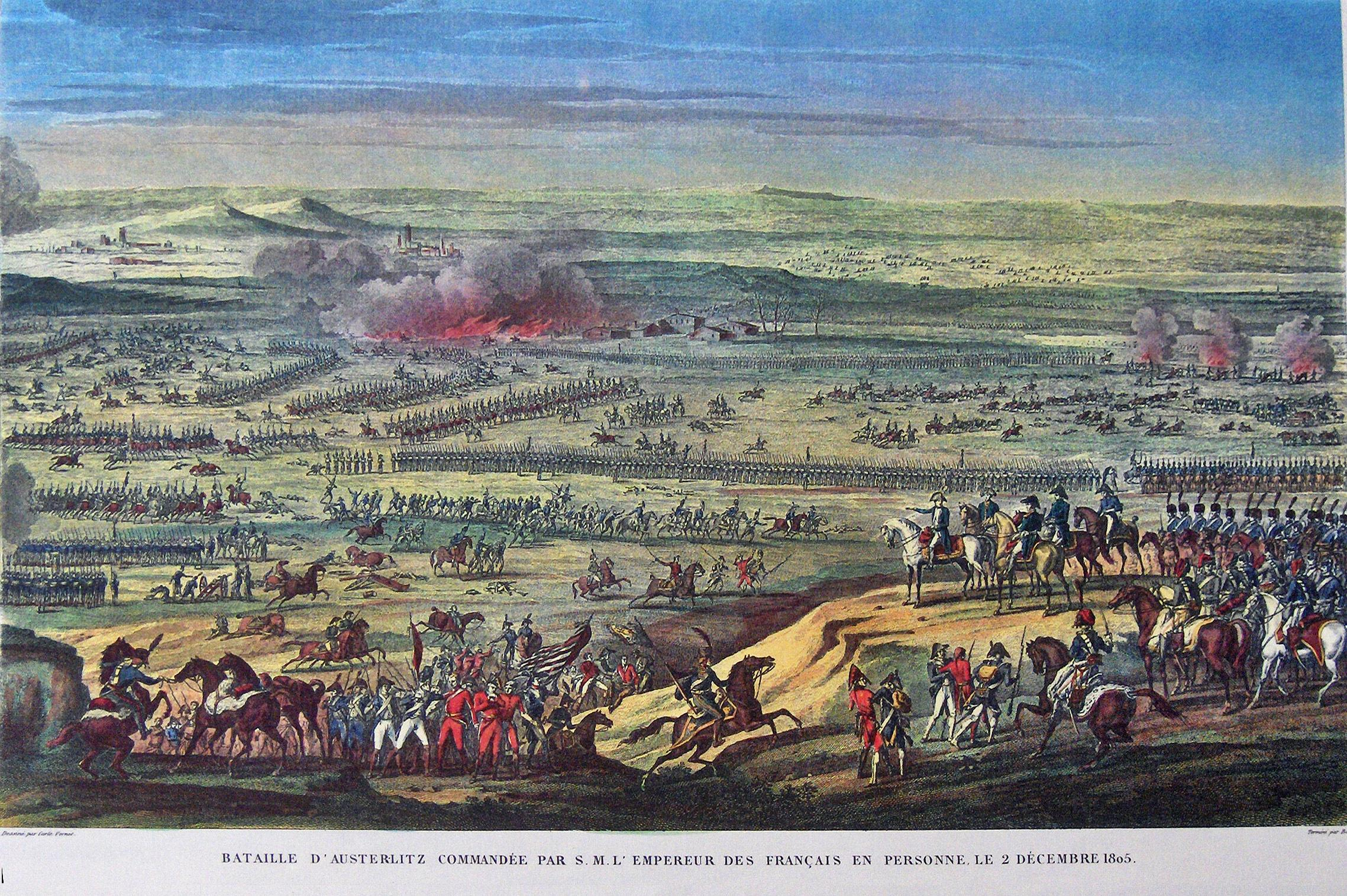
『アウステルリッツのナポレオン』
シャルル・ヴェルネおよびジャック・フランソワ・ゼーバハ画。

戦いは12月2日午前8時に連合軍第1縦隊によるテルニッツ村攻撃で始まった。この村はフランス軍第3戦列歩兵連隊が守っていた。ここでは激しい戦闘が繰り広げられ、数次に渡る連合軍の突撃によってフランス軍は村から追い払われ、ゴルトバッハ川への後退を余儀なくされた。この時、ダヴー元帥の最初の部隊が戦場に到着し、テルニッツ村を奪回したが、彼らもまた連合軍驃騎兵からの攻撃を受けて村の放棄を余儀なくされた。テルニッツ村郊外からの連合軍の別の攻撃はフランス軍砲兵によって阻止されている。
連合軍縦隊はフランス軍右翼へと殺到し始めたが、期待された速さではなく、フランス軍はほとんどの場所で防御に成功している。実際に連合軍の展開は過ちを犯しており、戦機をも失していた。例えば連合軍左翼に布陣していたリヒテンシュタイン公の騎兵縦隊が右翼へ配置されることになり、配備地点へと移動する際にフランス軍右翼攻撃に向かっていた第2縦隊の歩兵部隊の中に飛び込んでしまい進軍を遅らせている。この時、指揮官たちは災厄と考えたが、後にこれが連合軍を助けることになる。
一方、第2縦隊先鋒はフランス軍第26戦列歩兵連隊と狙撃兵部隊（Tirailleur）が守るソコルニッツ村を攻撃した。連合軍の最初の攻撃は失敗するが、ランジュロン (en) 中将が村への砲撃を命じた。この猛砲撃によってフランス兵は村からの撤退を余儀なくされ、連合軍第3縦隊はソコルニッツ城を攻撃する。フランス軍は反撃をして村を奪回するも、再び退却を余儀なくされる。この区域の戦闘は第3軍団のフリアン (en) 師団が村を奪回することにより一時的に収まった。テルニッツ村とソコルニッツ村は、恐らくこの会戦最大の激戦区であり、この日は幾度も主を変えている。
連合軍がフランス軍右翼を攻撃している間、クトゥーゾフの第4縦隊はプラッツェン高地に留まり動かなかった。ナポレオンと同じく、クトゥーゾフはプラッツェン高地の重要性を認識しており、この場所を守る決意をしていた。だが、若いロシア皇帝の意思は異なり、クトゥーゾフに高地からの移動を厳命し、これが連合軍を死地へと追いやることになる。

### 「ただ一撃で、この戦争は終わる」

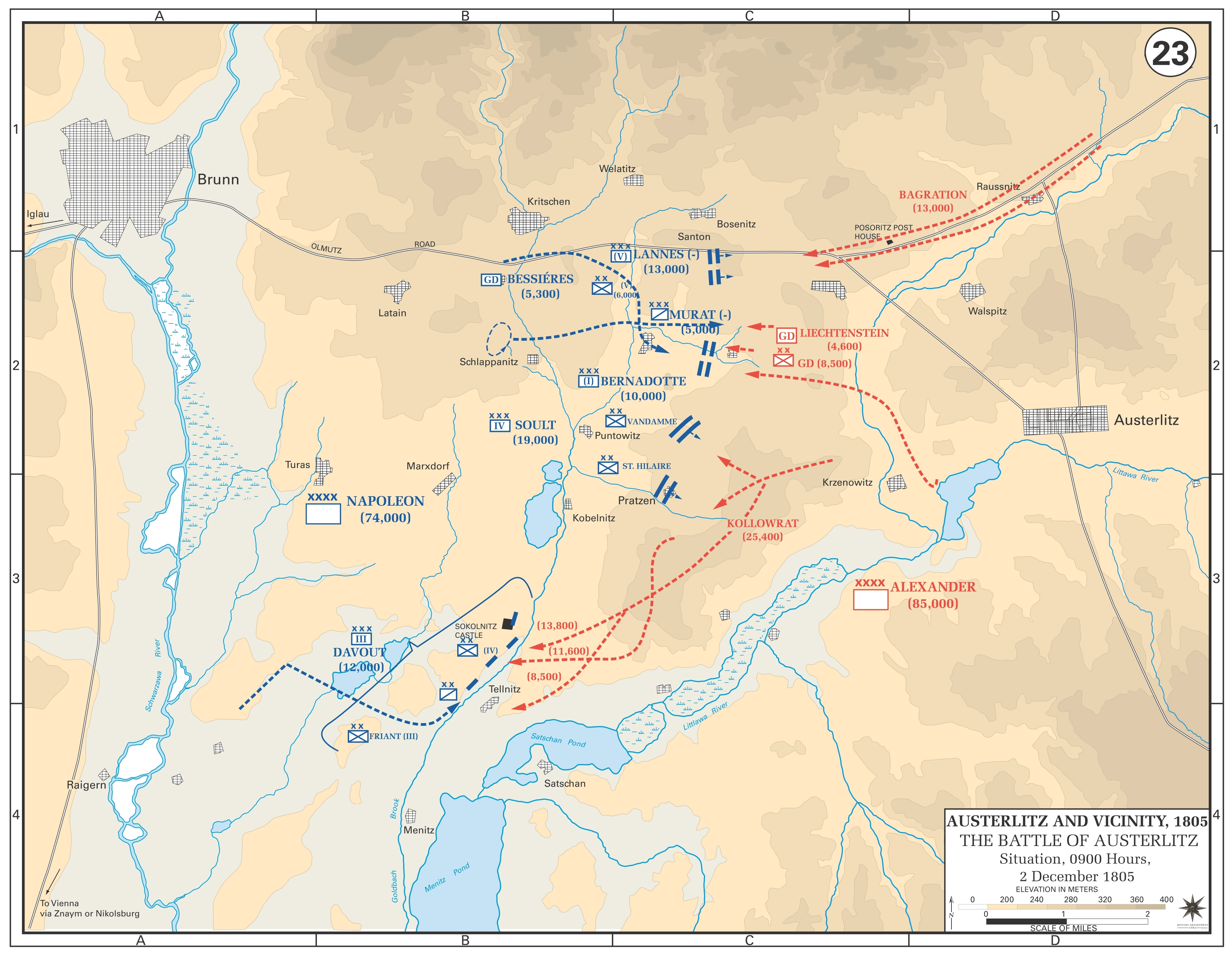
第4軍団のサンティレール師団とヴァンダム師団による連合軍中央部攻撃によって連合軍は分断され、フランス軍は会戦を決する最重要の位置を手に入れた。

午前8時45分ごろ、敵軍中央部が手薄になったと確認したナポレオンがスールト元帥に対して部隊が高地に到達するために必要な時間を尋ねると彼は「20分以内です。陛下」と答えた。その15分後、ナポレオンは攻撃命令を下し、「ただ一撃で、この戦争は終わる」と付け加えた。
中央部攻撃を担当する部隊はスールト元帥の第4軍団に所属するサンティレール (en) 師団将軍とヴァンダム師団将軍が指揮する2個師団である。深い霧がサンティレール師団の前進を覆い隠したが、彼らが斜面を登っていると霧が晴れて太陽が浮き上がり、前進する兵たちを奮起させた。このエピソードは「アウステルリッツの太陽」（soleil d'Austerlitz）として知られる。丘の上のロシア兵と指揮官たちは、多数のフランス兵が彼らに向かって進撃している姿を見て驚愕した。
ここで、フランス軍右翼への兵力移動が遅滞していたことが幸いし、連合軍指揮官は第4縦隊の一部を高地争奪戦に投入できた。だが、1時間を越える戦闘の後、この部隊のほとんどが壊滅してしまう。第2縦隊の兵士（そのほとんどが経験の浅いオーストリア兵）もまたこの戦闘に投入されて兵力が膨れ上がり、フランス軍に後退を強いた。だが死に物狂いになったサンティレールの兵士たちは再度猛攻撃を仕掛け、銃剣突撃により、連合軍を丘から撃退した。

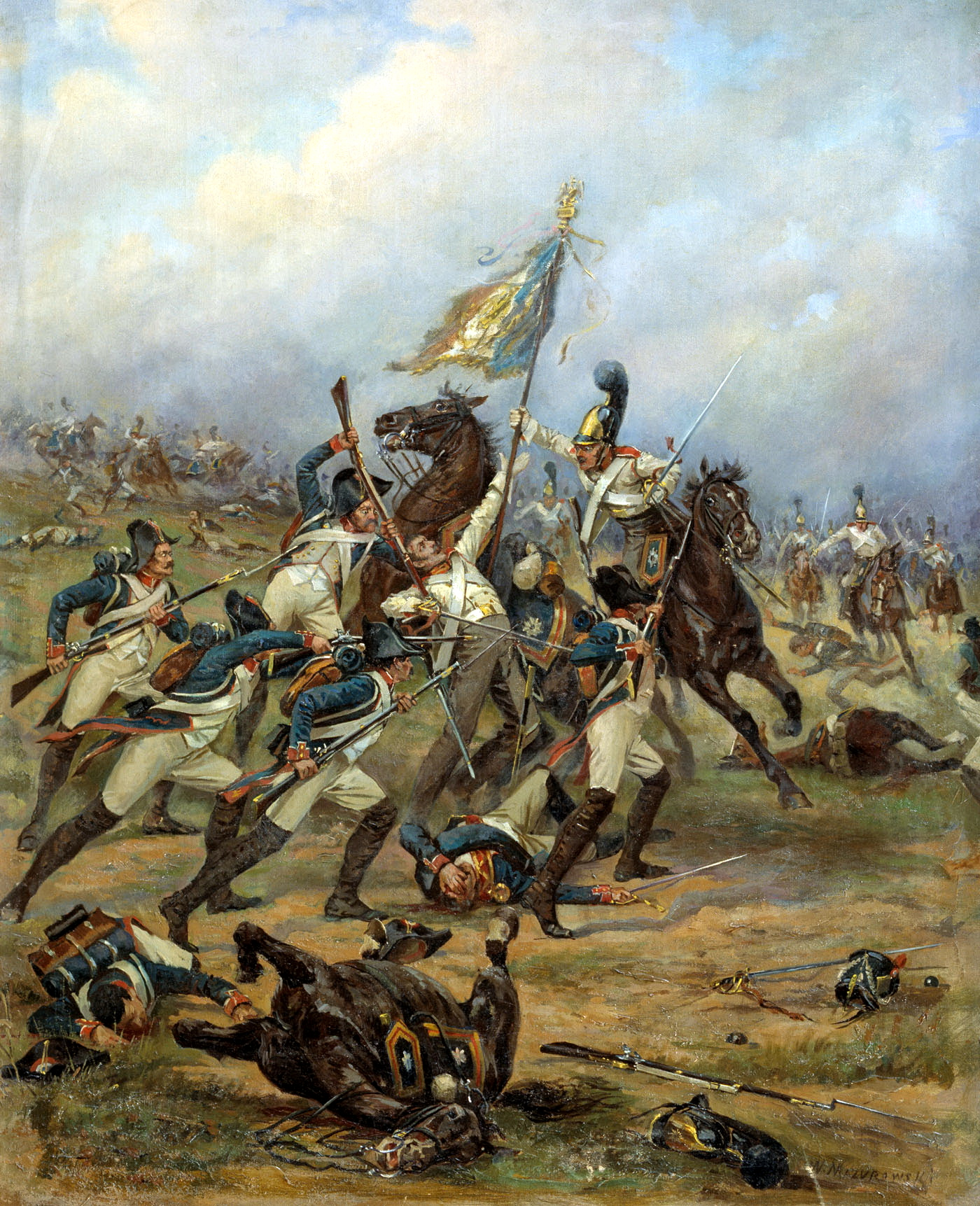
ロシア兵とフランス兵との軍旗争奪戦。
Viktor Mazurovsky画

北側ではヴァンダム師団がシュターレ・ヴィノフラディ（「古い葡萄園」）と呼ばれる地区で攻撃を行い、優れた小部隊戦術と痛烈な一斉射撃により、幾つかの連合軍大隊を撃破している。
クトゥーゾフは左翼軍司令のブクスホーデンに主力部隊を中央部へ差し向けるよう要請したが、ブクスホーデンは事態の重要性を未だに理解できておらず拒絶してしまう。
戦いはフランス軍優勢に転じたが、まだ終わってはいなかった。ナポレオンはベルナドット元帥の第1軍団にヴァンダム師団の左翼を支援するよう命じ、自らの本営をズラン高地からプラッツェン高地の聖アントニウス礼拝堂へ進めた。
危機的状況を受け、ロシア皇帝はロシア近衛軍の投入を決意した。ロシア皇帝の弟であるコンスタンチン大公が近衛騎兵を率いてヴァンダム師団に反撃を行い、この戦いにおいて唯一フランス軍旗（第4戦列歩兵連隊所属大隊の軍旗）を奪い取った。
ナポレオンは自軍の苦戦を見て親衛重騎兵隊に前進を命じた。フランス軍親衛重騎兵隊がロシア軍近衛騎兵隊に突進したが、両軍とも多数の騎兵を送り込んだため決着はつかなかった。ロシア軍が数的には優勢だったが、程なくドルーエ師団（第1軍団所属）が参戦したため流れが変わった。ドルーエ師団が側面に展開して騎兵隊を退避させた。近衛隊の騎馬砲兵がロシア軍騎兵やフュージリアに多数の損害を与えた。ナポレオンは止めを刺すべく近衛擲弾兵とマムルーク兵を投入する。再起したフランス騎兵から400mに渡る追撃を受けてロシア近衛兵は撃破され、多数の戦死者を出した。犠牲者には重傷を負ったクトゥーゾフと戦死した彼の娘婿のティーゼンハウゼン伯爵 (en) も含まれる。

### 終局

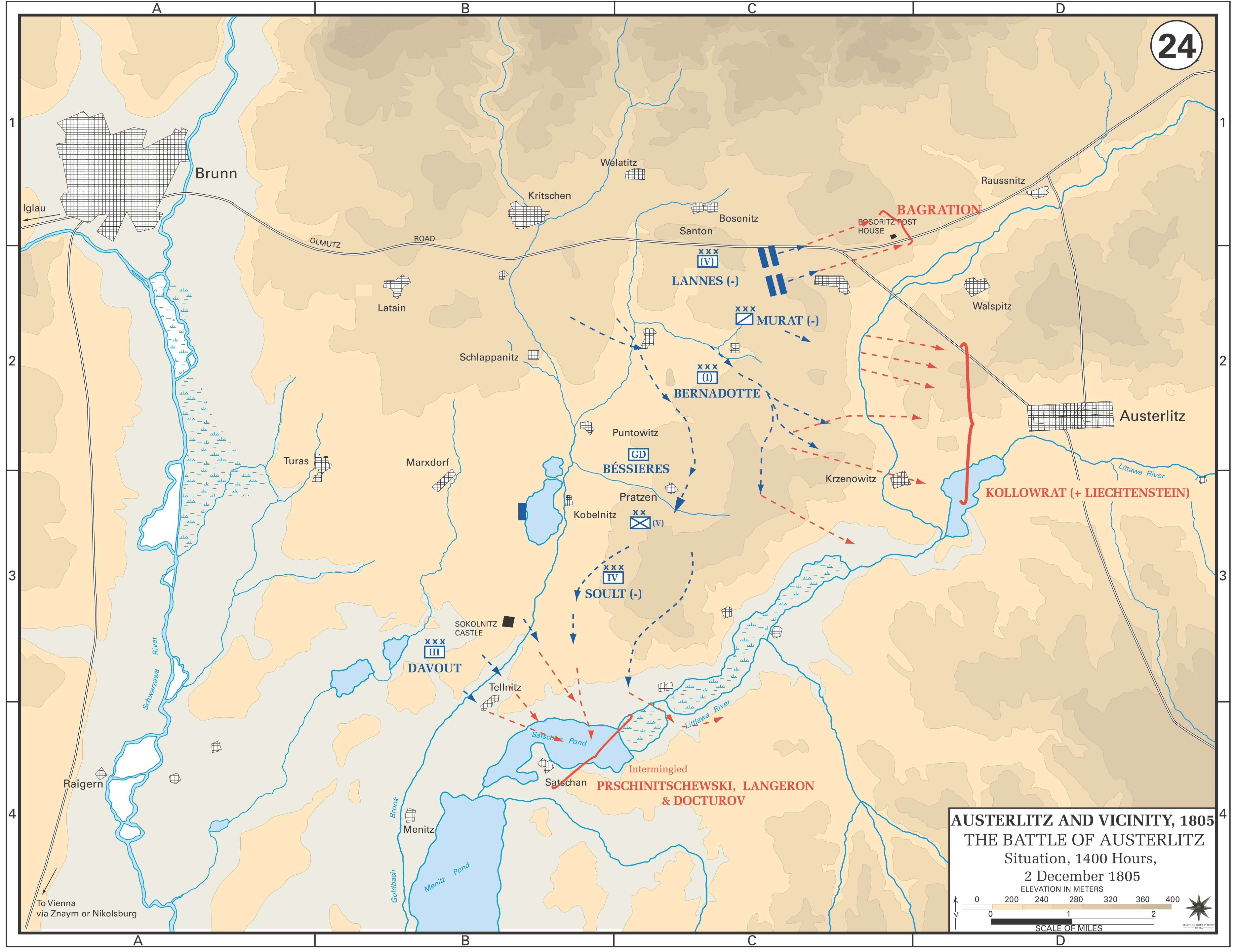
午後2時までに連合軍は致命的に分断された。ナポレオンは両翼いずれをも選択できた。敵軍右翼は既に掃討されたか後退中であったため、ナポレオンは左翼攻撃を決めた。

戦場の北側でも激戦が繰り広げられていた。ようやく配置位置に到着したリヒテンシュタイン公の重騎兵隊がケレルマン軽騎兵師団に攻撃を始めた。戦闘は当初フランス軍優勢であったが、ロシア兵の数が非常に多いと分かり、カファレリ (en) 師団の援護下に後退している。カファレリ師団がロシア軍の攻撃を食い止めたため、ミュラ元帥は2個胸甲騎兵師団（師団長はオートポール (en) とナンスティ (en) ）を投入させ、ロシア騎兵の撃退に成功した。
混戦が激しくそして長く続いたが、最終的にフランス軍が打ち勝った。ランヌ元帥の第5軍団がバグラチオンの部隊に対して攻撃をし、熾烈な戦いの末にこの熟練したロシア軍司令官を戦場から後退させた。ランヌは追撃を求めたが、この地区の戦闘指揮を担当するミュラは反対した。
ナポレオンの焦点は未だ両軍の間で戦闘が続いている戦場南端のソコルニッツ村とテルニッツ村へと移された。サンティレール師団と第3軍団の一部による二方向からの効果的な攻撃によってソコルニッツ村の連合軍は蹴散らされ、この方面の連合軍二個縦隊の司令官キンマイヤー (en) 中将とランジュロン中将に早急な撤退を決意させた。この時、泥酔していた連合軍左翼司令官ブクスホーデン (en) 大将もまた逃げ出した。キンマイヤーとオライリー軽騎兵部隊が殿（しんがり）を務め、襲いかかる6個フランス騎兵連隊の内5個までを撃退する奮戦をした後に撤退した。
パニックが連合軍全体に広がり、持ち場を離れて潰走し始めた。有名かつ凄惨なエピソードはこの敗走に際して起こった。フランス軍に敗れウィーン方向へと逃れようとしたロシア兵が凍結したザッチャン池を渡っていた。フランス砲兵が彼らを砲撃すると氷が割れ、ロシア兵たちと大砲数十門が冷たい池に落ちた。犠牲者数は資料によって異なり、少ないもので100人程度であり、多いものでは1万人以上になっている。
『大陸軍戦闘詳報』はこの事件で2万人が溺死したと誇張して報告しており、ロシア皇帝はこの破滅的な大敗の言い訳としてこの見積もりを黙認した。溺れたロシア兵の多くが、勝者となったフランス兵によって救助されている。暫く後に公になった現地の地方判事の記録によると、この大惨事に関するナポレオンの記録は全くの創作ということになる。会戦の数日後、皇帝の命令により池の水が排水させられたが、池の底からは僅か2から3体の死体と150頭の馬の死体が発見されただけだった。
連合軍の死傷者は15,000人に上った。フランス軍の死傷者は8,233人である。加えて、連合軍は大砲180門と軍旗50本を失っている。この大勝利の報は前日まで財政破綻の危機に動揺していたパリに大きな歓喜と昂奮状態をもたらした。ナポレオンは皇后ジョゼフィーヌに対し「私は二人の皇帝に率いられたオーストリア＝ロシア軍を叩きのめした。私は少しばかり疲れた…あなたを抱きしめたい」と書き送っている。一方、皇帝アレクサンドル1世は「我々は巨人の前の赤子だった」と嘆いている。

## 戦後

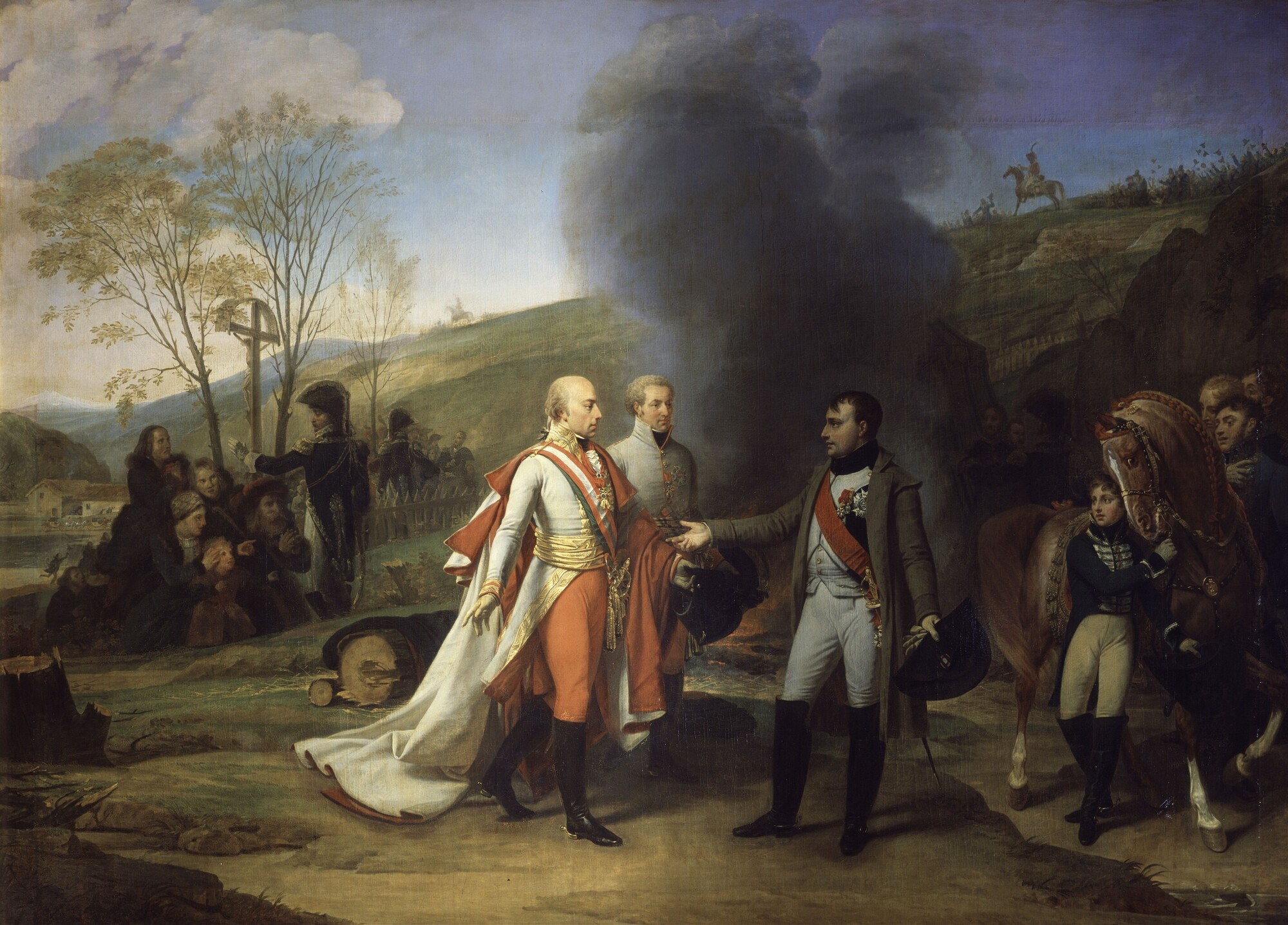
会戦後のナポレオンとフランツ1世との会見。
アントワーヌ＝ジャン・グロ画

12月4日、オーストリア皇帝フランツ1世はナポレオンと会見して和平を求めた。この22日後にプレスブルクの和約が締結され、オーストリアは戦争から脱落した。
オーストリアはカンポ・フォルミオ条約（1797年）とリュネヴィルの和約（1801年）での領土のフランスへの割譲を再確認して5000万フランもの賠償金を課せられ、加えてナポレオンの同盟国であったバイエルン、ヴュルテンベルクそしてバーデンに領土の割譲を強いられ、またナポレオンの衛星国であるイタリア王国へヴェネツィア、イストリア、ダルマチアを譲渡せねばならなかった。これらの条項は過酷ではあったが、オーストリアにとって破滅的なものではなかったのも確かである。
ロシア軍は祖国への撤退を許され、フランス軍は南ドイツに駐屯した。翌1806年1月にイギリス首相ウィリアム・ピットが急死し、第三次対仏大同盟は瓦解した。
アウステルリッツの勝利によって、フランスと中欧との緩衝地帯としてのライン同盟が成立する。1806年、神聖ローマ皇帝フランツ2世は退位を表明し、オーストリア皇帝フランツ1世の称号のみを留めた。これらの成果は、ヨーロッパ大陸に恒久的な平和をもたらしはしなかった。プロイセンは中欧へのフランスの影響力伸長を警戒し、翌1806年に第四次対仏大同盟戦争を引き起こすことになる。

### 報償
会戦後、ナポレオンは兵士たちを讃える演説を行った。
ナポレオンは上級将校に200万フラン、兵士には各々200フランを下賜し、戦死した兵士の未亡人たちには多額の年金が与えられた。孤児となった子供たちはナポレオンが養子とし、洗礼名または家名に「ナポレオン」を称することを許した。一方で、彼はこの様な大勝利の後では通例である司令官たちの叙爵を行っていない。ナポレオンはアウステルリッツはあくまでも彼個人の勝利であり、他人を昇進させるべきものではないと考えていたためであろう。

## 評価

### モニュメント
パリ市内のヴァンドーム広場に立つコラム（立柱）はアウステルリッツの戦いで鹵獲した大砲を鋳潰して製作された。このコラムはナポレオンの没落後のフランスの国内情勢の変遷により論争の対象になり、頂上のナポレオン立像を取り除かれたり、パリ・コミューンの際には倒されたこともあった。コラムはパリ・コミューン崩壊後に再建され、現在の姿で残っている。また、アウステルリッツの戦勝を記念して1806年にエトワール凱旋門の建設が決められた（完成は1836年）。パリにはこの会戦に由来するオステルリッツ駅（Gare d'Austerlitz）がある。
古戦場であるチェコのスラフコフ・ウ・ブルナには平和記念碑や戦跡碑がある。会戦200周年となる2005年には同市で記念式典が開かれたが、フランス国内でナポレオンの歴史的評価を巡る後述の論争が引き起こされ、大統領や首相は出席せず、ミシェル・アリヨ＝マリー国防大臣のみが出席した。この町では毎年アウステルリッツの戦いを再現するイベントが催されている。
オランダのユトレヒトには「アウステルリッツのピラミッド」（Pyramide van Austerlitz）と呼ばれる記念碑がある。これはオランダに駐屯していたオーギュスト・マルモン将軍が1804年に築かせたもので、エジプト・シリア戦役の際に目にしたピラミッドをモチーフにしている。元々はアウステルリッツの戦いとは関係のない建築物だったが、1806年にオランダ王となったナポレオンの弟ルイ・ボナパルトが兄の戦勝を記念して命名したものである。ルイ・ボナパルトは更にユトレヒト近郊の町をアウステルリッツ (en) と命名している。

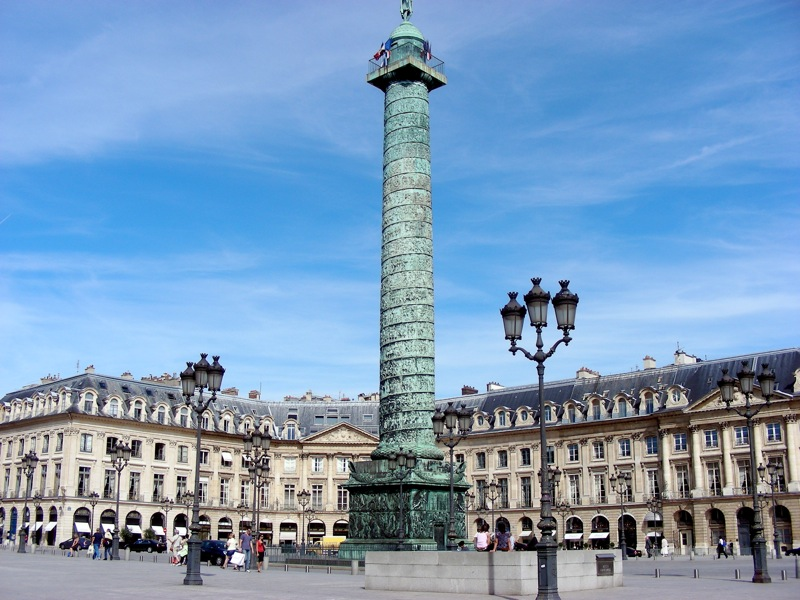
ヴァンドーム広場のコラム。 パリ。
エトワール凱旋門。 パリ。
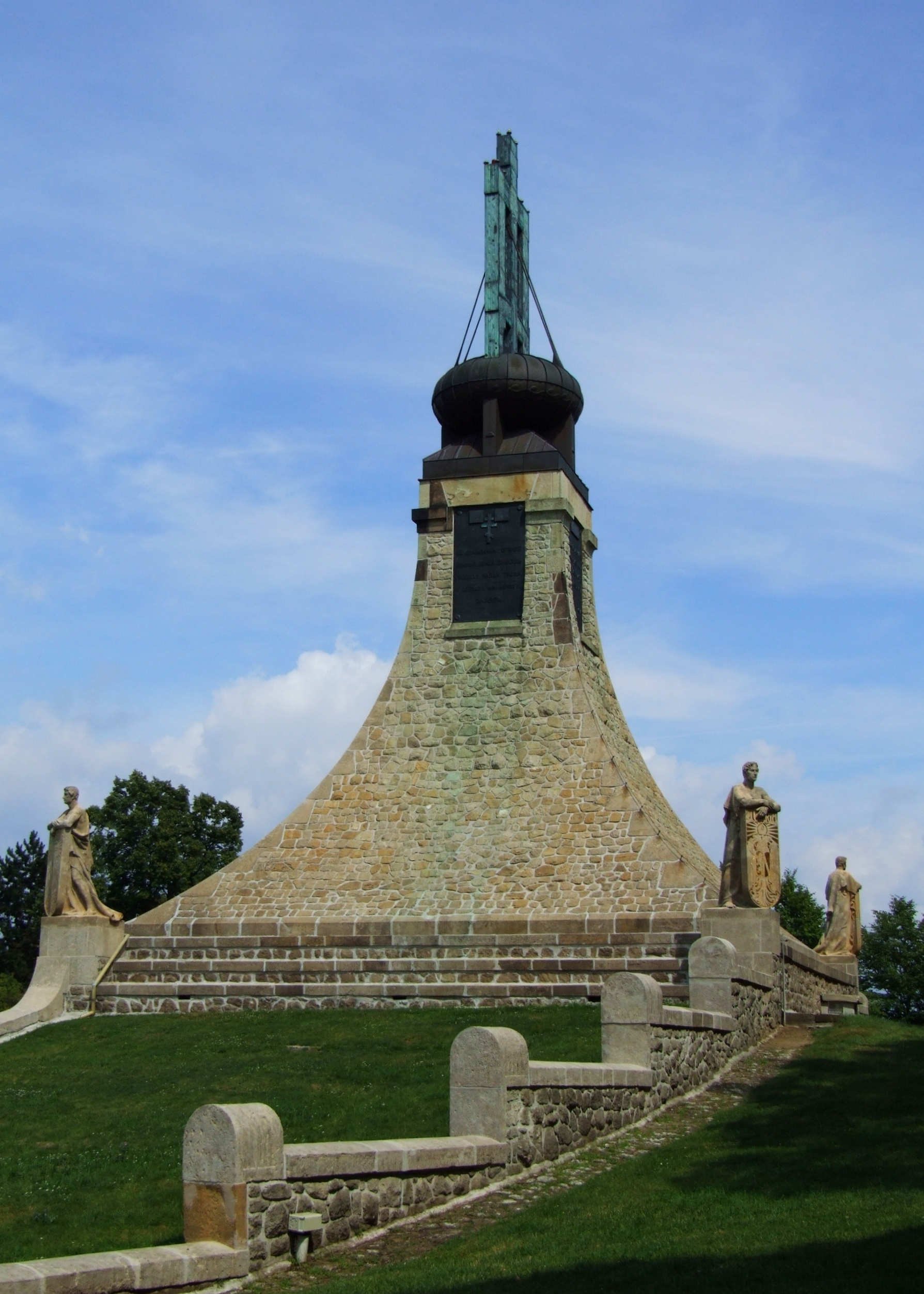
平和記念碑。 スラフコフ・ウ・ブルナ。
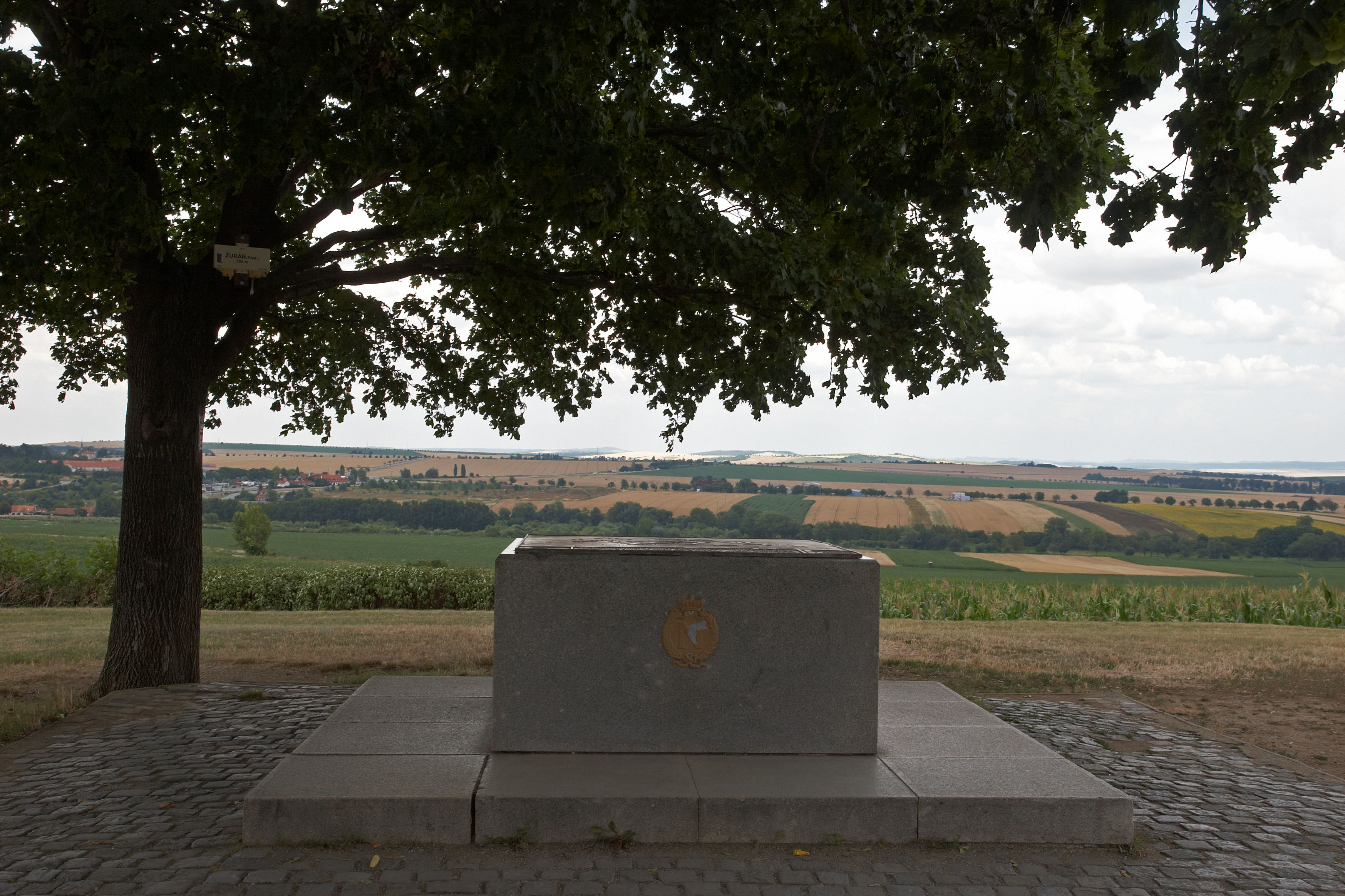
ナポレオンが本営を置いたズラン高地の戦跡碑。 スラフコフ・ウ・ブルナ。
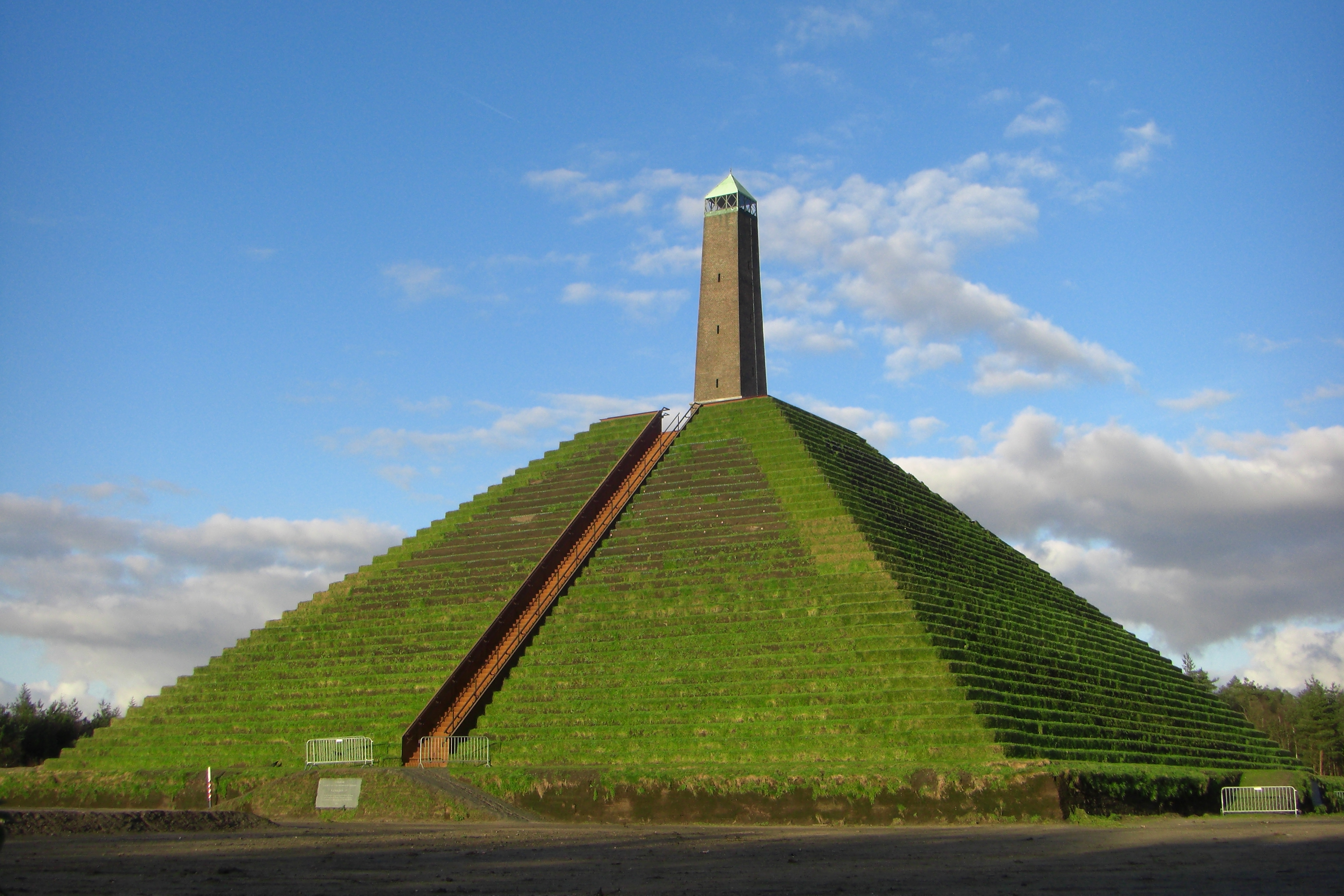
アウステルリッツのピラミッド。 ユトレヒト。
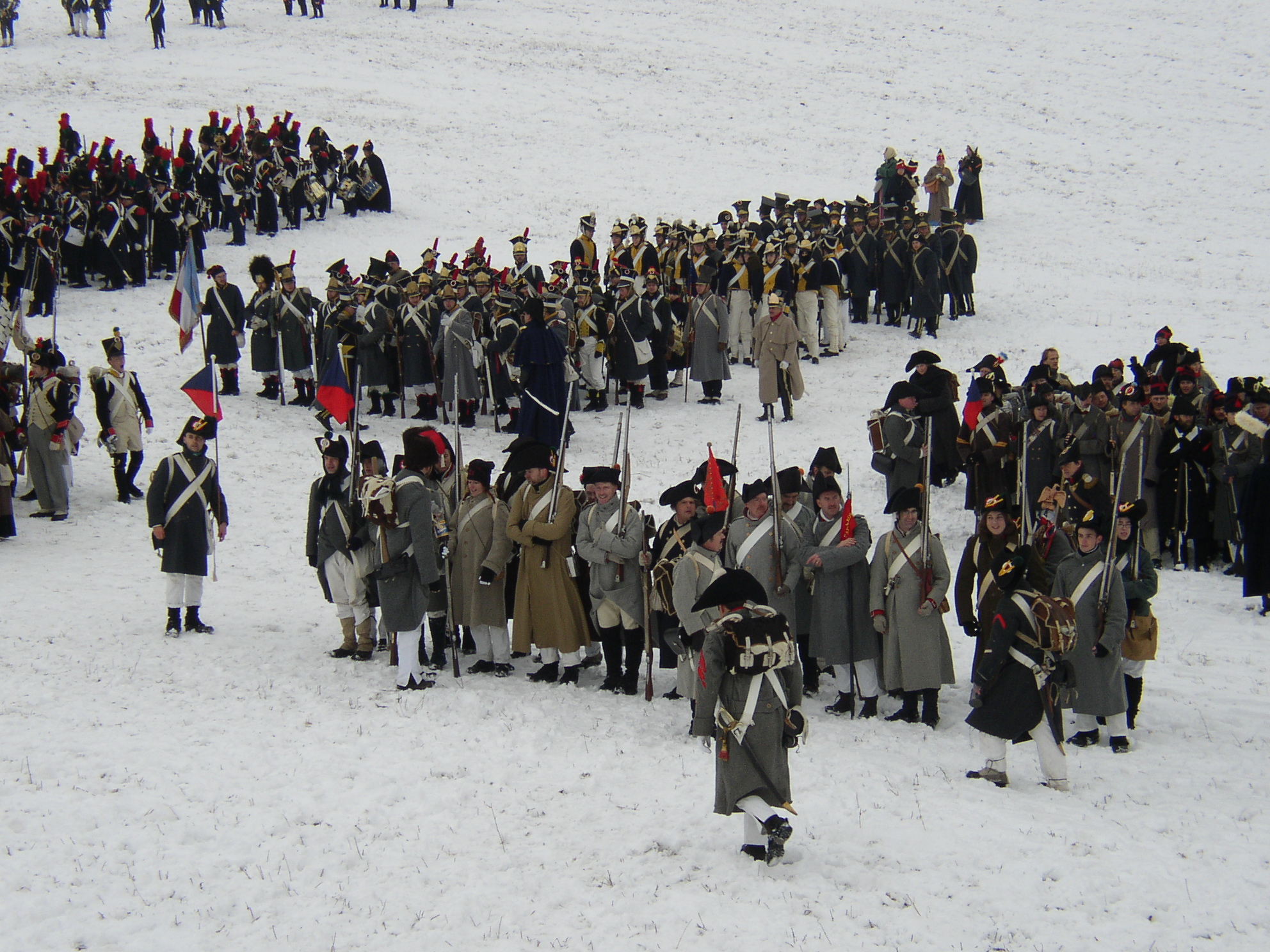
200周年記念のアウステルリッツの戦い再現イベント。
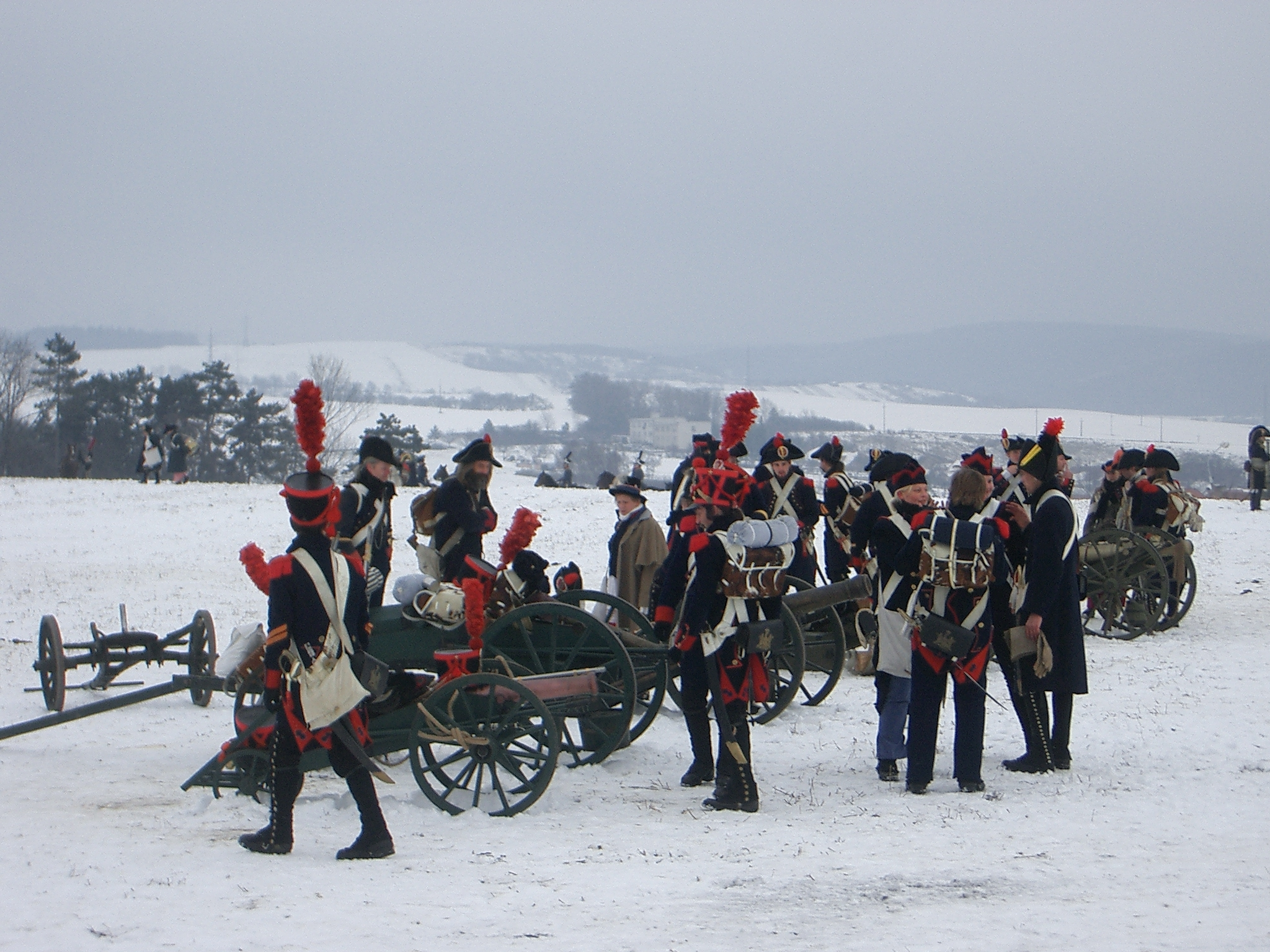
再現イベントのフランス砲兵。

### 『戦争と平和』

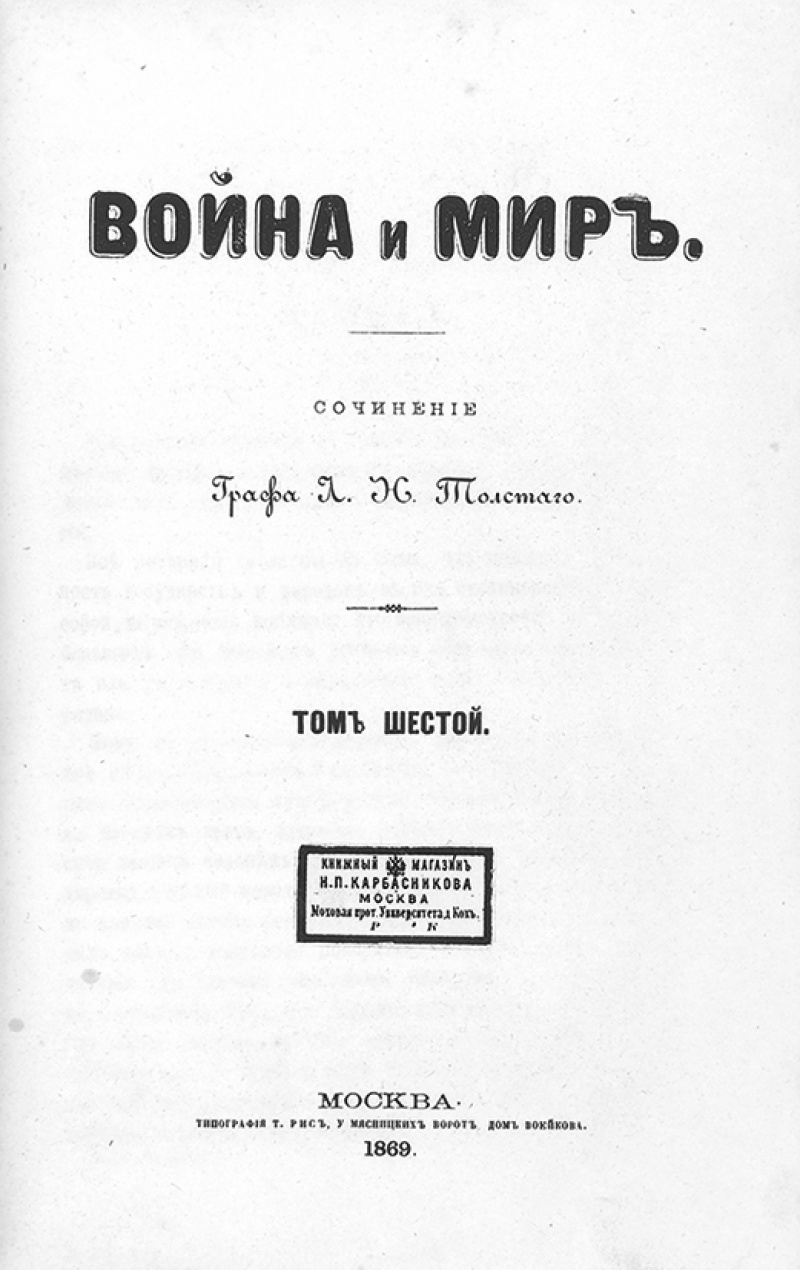
『戦争と平和』初版本表紙

アウステルリッツの戦いはレフ・トルストイの小説『戦争と平和』のストーリーの重要なイベントとなっている。この会戦はフランス人の粗雑な論理や傲慢さに対してロシア人の価値観や超俗的な伝統そして素朴さを称揚する役割を果たすエピソードとなっている。会戦が始まろうとしていたとき、主要登場人物であるアンドレイ公は「来たる日が、彼にとってのトゥーロンまたはアルコラ（ナポレオンの初期の戦勝）になるのだろうか」と思いを巡らせている。アンドレイ公は栄光を望み、「私は先頭に立って進み、私の前に来るもの全てを一掃してやる」と決意した。だが、戦闘後に彼は敵の捕虜になり、彼にとっての英雄であるナポレオンと出会う。そして、それ以前の心酔は打ち砕かれ、彼はもうナポレオンについて考えなくなる。「つまらない虚栄心や勝利への喜びを称えた英雄の姿は、彼が見た高く、高潔で、寛大な空に比べて、ひどくちっぽけなものに見えた。」
トルストイはアウステルリッツの戦いをロシア人の最初の試練として描いている。兵士たちが栄光や報酬のために戦うという過ちを犯したためこの戦いに敗れた。トルストイは1812年のナポレオンによるロシア遠征のボロジノの戦いの際により崇高な価値が生み出されたとしている。

### 歴史的解釈
ナポレオンは連合軍撃滅に関して、その望みを完全に達成したわけはなかったが、歴史家や信奉者たちは当初の作戦により、十分な勝利を得たと考えてきた。このため、アウステルリッツの戦いはカンナエの戦いやブレンハイムの戦いといったその他の戦術的大勝利としばしば比肩される。幾人かの歴史家たちは、アウステルリッツの戦いで大勝しすぎたため、ナポレオンは現実感覚を失ってしまい、この戦い以降、フランス外交は「ナポレオンの私有物」と化したと指摘している。
フランス史においてこの戦いは偉大な勝利と認識されており、第一帝政に対する憧憬が高まった19世紀にこの戦いは敬慕され、同時代の詩人ヴィクトル・ユーゴーは「深い思索の中で…アウステルリッツへ向けた大砲の轟音が鳴り響く」と描写している。
しかしながら、2005年の会戦200周年に際してはジャック・シラク大統領またはドミニク・ガルゾー・ド・ビルパン首相が記念式典に出席すべきか否かを巡って論争が起こっている。一方、フランス海外県の住民の一部はナポレオンは植民地での虐殺に関与したと見なしており、アウステルリッツの戦いは祝われるべきではないと主張し「ナポレオンを公的に祝賀する」式典に反対した。